# دوران حرفه‌ای لیونل مسی
این مقاله، به دوران حرفه‌ای لیونل مسی بازیکن معروف آرژانتینی در رده باشگاهی و ملی می‌پردازد. 
فوتبال باشگاهی لیونل مسی با  فعالیت در تیم بارسلونا از رده‌های پایین این باشگاه آغاز شد. او اولین بازی خود در تیم اصلی این باشگاه را در سال ۲۰۰۴ انجام داد. 
در سال‌های بعد، مسی به بهترین گل زن تاریخ باشگاه تبدیل شد و افتخارات زیادی به‌دست‌ آورد. بارسلونا در دوران حضور لیونل مسی ده عنوان قهرمانی قهرمانی لالیگا، هفت قهرمانی جام کوپا دل ری و چهار قهرمانی در لیگ قهرمانان اروپا به‌دست‌ آورد.
از دستاوردهای فردی او می‌توان به هشت جایزه توپ طلا و شش کفش طلا اشاره کرد. توانایی قابل توجه او در گل‌زنی، بازی‌سازی و دریبل، او را به عنوان یکی از بهترین بازیکنان تاریخ فوتبال مطرح کرده‌است. او در سال‌های بازی خود برای تیم ملی آرژانتین تا به حال توانسته ۱۱۲ گل به ثمر برساند.
در اوت ۲۰۲۱، مسی پس از ۱۸سال ۱۱ماه بازی در بارسا اتلتیک و بارسلونا به پاری سن ژرمن منتقل شد. در ژوئیه ۲۰۲۳، پس از دو فصل حضور در پاری سن ژرمن، مسی به اینتر میامی پیوست و این تیم را به قهرمانی جام لیگ‌ها ۲۰۲۳، (اولین جام این باشگاه)، رساند.
در عرصۀ ملی، مسی از سال ۲۰۰۵ تاکنون عضو تیم ملی آرژانتین بوده‌است. او که در ابتدا به دلیل کسب نکردن جام با تیم ملی آرژانتین بسیار مورد انتقاد قرار می‌گرفت، از سال ۲۰۲۱ تاکنون، با تیم ملی آرژانتین موفق به کسب مقام قهرمانی در کوپا آمریکا ۲۰۲۱، فینالیسما ۲۰۲۲، جام جهانی فوتبال ۲۰۲۲ و کوپا آمریکا ۲۰۲۴ شده‌است.
مسی تاکنون در جام‌های جهانی ۲۰۰۶, ۲۰۱۰, ۲۰۱۴, ۲۰۱۸ و ۲۰۲۲ بازی کرده‌است.

## دوران باشگاهی

### بارسلونا
مسی بین سال‌های ۲۰۰۰ تا ۲۰۰۳ ابتدا در تیم نوجوانان بارسلونا و پس از آن در تیم مبتدیان A و B بارسلونا بازی کرد. او در تیم مبتدیان A توانست ۳۷ گل را در ۳۰ بازی به‌ثمر برساند. در سال ۲۰۰۳، مسی به‌ دلیل مشکلات مالی باشگاه تا مرز جدایی از بارسلونا پیش رفت اما مربی وقت تیم جوانان، مدیریت را قانع کرد تا او را در باشگاه حفظ کند.(سسک فابرگاس در طول این بحران از تیم جدا شد). مسی در فصل ۰۴–۲۰۰۳ با رکوردی عجیب در ۵ تیم مختلف بازی کرد. او اولین بازی‌اش در تیم مبتدیان B را با یک گل آغاز کرد و به تیم A ارتقاء یافت. مسی در تیم A در ۱۴‌ بازی، ۲۱‌ گل به‌ثمر رساند. پس از آن در ۲۹ نوامبر ۲۰۰۳ در تیم C بارسلونا آغاز به کار کرد و سپس در ۶ مارس ۲۰۰۴ در تیم B بارسلونا مشغول به بازی شد. او در طول فصل برای هر دو تیم بازی کرد و در ۱۰‌ بازی ۵‌ گل به‌ثمر رساند و در پنج بازی بعدی نتوانست گلی به‌ثمر برساند.
مسی اولین بازی رسمیش در ترکیب اصلی بارسلونا را در ۱۶ نوامبر ۲۰۰۳ زمانی که ۱۶ سال و ۱۴۵ روز داشت در دیداری دوستانه برابر پورتو انجام داد. کمتر از یک سال بعد، در ۱۶ اکتبر ۲۰۰۴، فرانک ریکارد، مسی را در بازی مقابل اسپانیول به میدان فرستاد تا اولین بازیش را در لا لیگا انجام دهد (در حالی که او تنها ۱۷ سال و ۱۱۴ روز سن داشت). او تاکنون سومین بازیکن جوان بارسا است که در لا لیگا بازی کرده‌است. وقتی لیونل نخستین گل خود برای باشگاه را در برابر آلباسته در تاریخ ۱ مه ۲۰۰۵ به‌ثمر رساند، تنها ۱۷ سال و ده ماه و هفت روز سن داشت و در آن زمان به جوان‌ترین گلزن تاریخ بارسلونا تبدیل شد. مسی در مورد سرمربی سابقش، فرانک رایکارد، گفته است:
واقعیت این است که رایکارد عامل اصلی پیشرفت من بود. اعتمادی که او در موقعی که من فقط شانزده یا هفده‌ساله بودم به من داشت را هرگز فراموش نخواهم کرد.

#### فصل ۲۰۰۵–۲۰۰۶
من بازیکنی را دیده‌ام که جایگاهم در فوتبال آرژانتین را به ارث خواهد برد و او نامش مسی است.

دیگو مارادونا در ۱۸ سالگیِ مسی، در فوریه ۲۰۰۶
در ۱۶ سپتامبر، برای دومین بار در طول سه ماه، بارسلونا اعلام کرد که قرارداد مسی را تمدید کرده است: وقت آن رسیده است که قرارداد او را که دیگر یکی از بازیکنان ترکیب اصلی به‌ شمار می‌آید بهبود ببخشیم؛ ما قرارداد مسی را تا ژوئن ۲۰۱۴ تمدید کرده‌ایم. مسی در ۲۶ سپتامبر ۲۰۰۵ شهروند اسپانیا شد. او سپس آماده اولین بازی خود در فصل ۲۰۰۵–۲۰۰۶ لیگ دسته اول اسپانیا شد. مسی اولین بازی اروپایی‌اش را در تاریخ ۲۷ سپتامبر مقابل تیم ایتالیایی اودینزه در لیگ قهرمانان اروپا انجام داد هواداران در ورزشگاه بارسلونا، نیوکمپ، مسی را به‌خاطر تسلط بر روی توپ و پاس‌های ترکیبی با رونالدینیو که باعث شده‌بود بارسلونا امتیاز لازم را کسب کند، تشویق کردند.
مسی شش گل در هفده بازی لیگ زد و یک گل هم در لیگ قهرمانان در شش مسابقه به ثمر رساند. فصل بازی او قبل از موعد مقرر در ۷ مارس ۲۰۰۶ به پایان رسید؛ چونکه در دیدار مقابل چلسی در مرحله دوم لیگ قهرمانان دچار پارگی عضله در پای دومش شد و مصدوم شد. و بارسلونا در پایان با رایکارد قهرمان اسپانیا و اروپا شد.

#### فصل ۲۰۰۶–۲۰۰۷

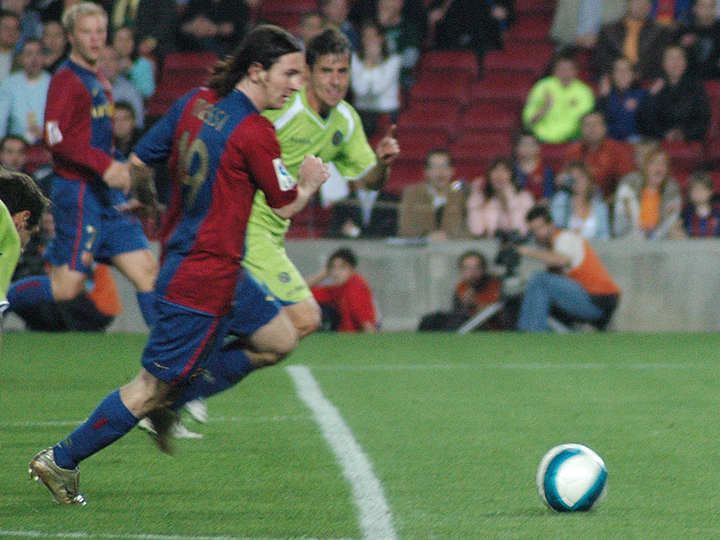
مسی لحظاتی قبل از گل زدن به ختافه

در فصل ۲۰۰۶–۲۰۰۷، مسی با زدن ۱۴ گل در ۲۶ بازی جایگاه خود را به‌عنوان یک بازیکن کلیدی تثبیت کرد. در ۱۲ نوامبر، مسی در بازی مقابل ساراگوسا از ناحیه استخوان پا دچار مصدومیت شد که منجر به دوری ۳ ماهه او از حضور در زمین‌های فوتبال شد. پس از پایان مصدومیت، مسی در روز ۱۱ فوریه در مقابل ریسینگ سانتاندر در نیمهٔ دوم بازی به‌عنوان یار تعویضی به زمین آمد. در ۱۱ مارس، مسی با آمادگی کامل در ال کلاسیکو ظاهر شد و موفق به هت‌تریک شد تا نتیجهٔ تساوی ۳–۳ را برای بارسای ۱۰ نفره به ارمغان بیاورد. با هت‌ریک در این بازی، او بعد از ایوان زامورانو–که برای رئال مادرید در فصل ۱۹۹۴–۱۹۹۵ موفق به هت‌تریک شده بود– اولین بازیکنی شد که توانست در ال کلاسیکو موفق به انجام این کار شود. او تا انتهای فصل گل‌های بیشتری زد. ۱۱ گل از ۱۴ گلی که او در طی فصل به ثمر رسانده بود در ۱۳ بازی آخر به ثمر رسید.
از آنجا که او همواره با مارادونا مقایسه می‌شود، مسی توانست ثابت کند که این مقایسه عبث نبوده است؛ چرا که مسی در این فصل توانست یاد بعضی گل‌های ویژه مارادونا را زنده کند. در ۱۸ آوریل ۲۰۰۷، او توانست در بازی مرحله نیمه نهایی کوپا دل ری مقابل ختافه دو گل بزند، که یکی از آن‌ها شباهت بسیاری به گل معروف دیه‌گو مارادونا در بازی مقابل انگلیس در چارچوب جام جهانی ۱۹۸۶ –گلی که با عنوان گل برتر قرن شناخته می‌شود– داشت. خبرگزاری‌های ورزشی به بررسی شباهت بین گل او و گل مارادونا پرداختند و از آن سو رسانه‌های اسپانیایی به او لقب «مسی‌دونا» دادند. او تقریباً به اندازه مارادونا یعنی ۶۲ متر (۲۰۳ فوت) در بازی دوید، تعداد یکسانی بازیکن را از پیش روی برداشت (شش بازیکن با احتساب دروازه‌بان)، از یک منطقه مشابه گل را به ثمر رساند و همچنین از پرچم کرنر آغاز به دویدن کرد. این همانند کاری است که ۲۱ سال پیش مارادونا در مکزیک انجام داد. در کنفرانس خبری بازی، دکو هم‌تیمی مسی گفت: این بهترین گلی بود که در طول زندگی‌ام دیده‌ام. در بازی با اسپانیول نیز مسی گلی زد که شباهت قابل ملاحظه‌ای با گل دست خدای مارادونا مقابل تیم ملی انگلیس در نیمه نهایی جام جهانی داشت. مسی خود را به توپ رساند و به وسیلهٔ دستش توپ را به پشت سر کارلوس کامنی، دروازه‌بان حریف، هدایت کرد. این گل او باعث اعتراض بازیکنان اسپانیول شد و نمایش دوباره این حرکت، نشان‌دهنده خطای هندِ لیونل مسی بود. در آن زمان رایکارد تصمیم گرفت مسی را از جناح چپ به بال راست انتقال دهد تا بتواند از آن جناح به سمت مرکز محوطه جریمه گریز زند و با پای چپش شوت کند. تصمیمی که در ابتدا با مخالفت مسی روبرو شد.

#### فصل ۲۰۰۷–۲۰۰۸
مسی در این فصل برای جایزهٔ تیم برتر ۱۱ نفرهٔ فیفا، برای پست مهاجم نامزد شد. یک نظرسنجی که در نسخهٔ آنلاین روزنامهٔ اسپانیایی مارکا انجام شد، نشان داد که لیونل مسی با رأی ۷۷ درصدی بهترین بازیکن جهان شناخته می‌شود. مقاله نویسان روزنامه‌ های شهر بارسلونا، مانند ال موندو دیپورتیوو و اسپورت بر این عقیده بودند که توپ طلای اروپا باید به لیونل مسی داده شود. عقیده‌ای که مورد حمایت فرانتس بکن باوئر قرار گرفت. شخصیت‌های مهم فوتبالی، مانند فرانچسکو توتی بیان داشتند که آن‌ها مسی را یکی از بهترین بازیکن‌های حال حاضر فوتبال دنیا می‌دانند. مسی در آن فصل، برای دریافت توپ طلای اروپا پس از کاکا و کریستیانو رونالدو در جایگاه سوم قرار گرفت. وی همچنین برای عنوان بهترین بازیکن جهان سال ۲۰۰۷، برای بار دوم پس از کاکا در جایگاه دوم قرار گرفت. مسی برای جایزهٔ فدراسیون بین‌المللی تاریخ و آمار فوتبال بعد از کاکا و آندره آ پیرلو جای گرفت.
در ۲۷ فوریه، مسی در در صدمین بازی رسمی‌اش در بارسلونا، در برابر والنسیا قرار گرفت؛ اما تنها چند روز بعد، به‌دلیل مصدومیتی که در چهارم مارس در لیگ قهرمانان اروپا و در بازی برابر سلتیک گریبان‌گیر او شد، برای شش هفته از میادین دور ماند. مصدومیت مسی از نوع پارگی عضله در ران چپش بود. این چهارمین بار در سه فصل گذشته بود که مسی دچار این نوع از مصدومیت می‌شد. مسی در آن فصل لیگ قهرمانان شش گل به ثمر رساند و یک پاس گل داد. درحالی که بارسلونا در نیمه نهایی برابر منچستر یونایتد، قهرمان آن فصل لیگ قهرمانان شکست خورد. مسی در پایان آن فصل، در تمامی رقابت‌ها ۱۶ گل به ثمر رسانده بود و ۱۳ بار پاس گل داده بود.

#### فصل ۲۰۰۸–۲۰۰۹

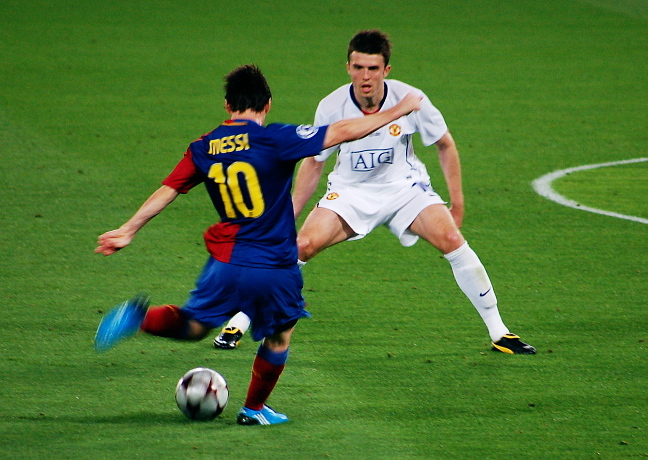
مسی، در تقابل با منچستر-فینال لیگ قهرمانان ۲۰۰۹

به محض خروج رونالدینیو از باشگاه، مسی پیراهن شماره ۱۰ او را به ارث برد. او در این فصل، برای جایزهٔ بهترین بازیکن جهان در سال ۲۰۰۸ با ۶۷۸ امتیاز در جایگاه دوم جای گرفت. وی همچنین برای جایزهٔ بهترین بازیکن بازی سازِ فدراسیون بین‌المللی تاریخ و آمار فوتبال، برای دومین سال متوالی در جایگاه دوم جای گرفت.
مسی اولین هت تریک خود را در سال ۲۰۰۹، در کوپا دل ری و در بازی برابر اتلتیکو مادرید به انجام رساند، که در نهایت بارسلونا بازی را ۳ بر ۱ به سود خود به پایان برد. مسی در یکم فوریه ۲۰۰۹ به عنوان بازیکن ذخیره در نیمهٔ دوم وارد زمین شد و دو گل به ثمر رساند و بازی ۱–۰ باختهٔ بارسلونا در برابر ریسینگ سانتاندر را به ۲–۱ تبدیل کرد، که در نهایت بارسلونا بازی را به سود خود به پایان برد. دومین گل مسی در این مسابقه، پنج هزارمین گل بارسلونا در تاریخ لیگ برتر اسپانیا بود. در ۸ آوریل ۲۰۰۹، او دومین گل خود را در برابر بایرن مونیخ و در لیگ قهرمانان اروپا به ثمر رساند و رکورد جدیدی را با ۸ گل زده در این رقابت‌ها برای خود ثبت کرد.
مسی در بازی در برابر رئال مادرید، در سانتیاگو برنابئو دو بار گلزنی کرد (سی و پنجمین و سی و ششمین گل او در آن فصل)، که موجبات باخت ۶–۲ رئال مادرید در آن بازی را فراهم آورد. شکستی که سنگین‌ترین باخت رئال از سال ۱۹۳۰ قلمداد می‌شد. مسی در بازی برابر اتلتیکو بیلبائو یک گل به ثمر رساند و ۲ پاس گل داد، که نهایتاً بارسلونا بازی را ۴–۱ به سود خود پایان برد و مسی اولین کپا دل ری خود را در ۱۳ می‌به بالای سر برد. او به تیم خود کمک کرد تا دومین قهرمانی خود، یعنی قهرمانی در لا لیگا را به دست آورد. در ۲۷ می، مسی با گل دقیقهٔ ۷۰ خود در فینال لیگ قهرمانان اروپا بارسلونا را قهرمان کرد. وی همچنین بهترین گلزن آن فصل لیگ قهرمانان، جوانترین آقای گل تاریخ رقابت‌ها با نه گل شد. مسی در آن فصل مهاجم سال یوفا و بازیکن باشگاهی سال یوفا شد. تیم بارسلونا در آن فصل کوپادل ری، لا لیگا و لیگ قهرمانان اروپا را فتح کرد. این اولین بار در تاریخ بود که یک تیم اسپانیایی سه جام مختلف را در یک فصل به دست می‌آورد. مسی آن فصل را با ۳۸ گل و ۱۸ پاس گل به پایان برد.
ولی با وجود تلاش بسیار او برای برنده شدن توپ طلا در رتبه ۲ قرار گرفت و تسلیم کریستیانو رونالدو شد.

#### فصل ۲۰۰۹–۲۰۱۰
هر وقت با توپ می‌دود مهار ناشدنی است[...]او [مانند] پلی استیشن است. او می‌تواند از تمام اشتباهاتِ ما بهره ببرد.

آرسن ونگر، سرمربی آرسنال پس از باخت ۴–۱ تیمش مقابل بارسلونا، در ۶ آوریل ۲۰۱۰

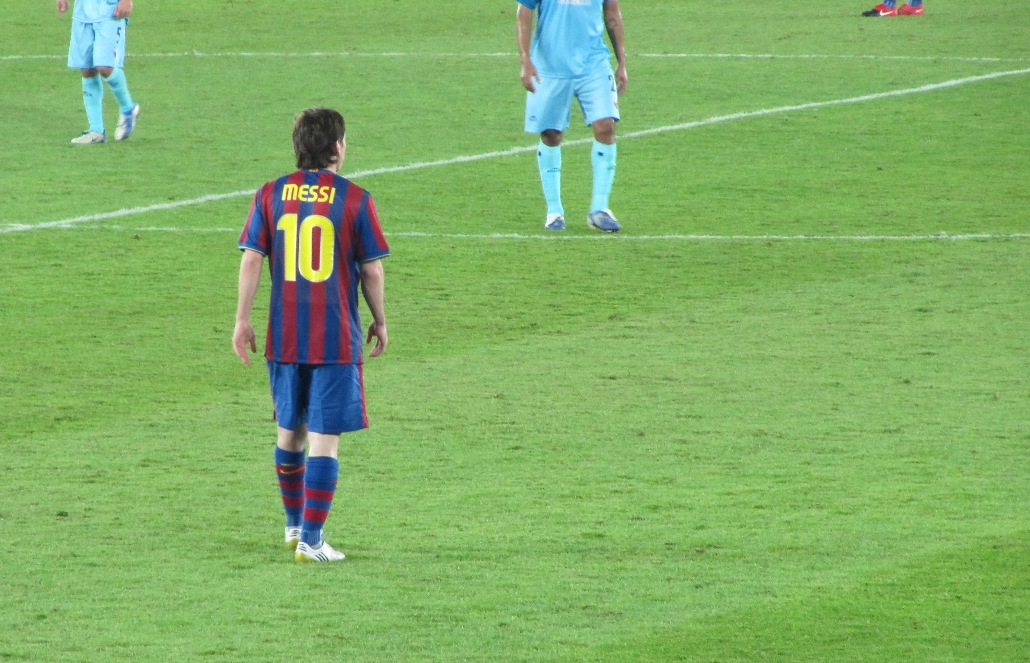
مسی در جام باشگاه‌های جهانِ سال ۲۰۰۹

بعد از فتح سوپرجام فوتبال یوفا در سال ۲۰۰۹، سرمربی بارسلونا پپ گواردیولا اعلام کرد که احتمالاً مسی بهترین بازیکنی است که او تا به حال دیده است. شاید به همین خاطر بود که گواردیولا در این فصل تصمیم گرفت مسی را از موقعیت بال راست به موقعیتی منتقل کند تا او به عنوان «۹ کاذب» در مرکز خط هجومی بارسلونا نقش ایفا کند. در ۱۸ سپتامبر، مسی قراردادی جدید با بارسلونا امضاء کرد که با دستمزدی به میزان ۲۵۰ میلیون یورو تا سال ۲۰۱۶ اعتبار داشت. دستمزدی که مسی را همراه با زلاتان ابراهیموویچ با حقوق سالیانه ۹/۵ میلیون یورو به گرانترین بازیکن لا لیگا بدل کرد.
مسی در ۱ دسامبر ۲۰۰۹ با اختلاف امتیاز قابل توجه در برابر کریستیانو رونالدو (۴۷۳ در برابر ۲۳۳) توپ طلای اروپا را تصاحب کرد. وی همچنین برای جایزهٔ بهترین بازی ساز فدراسیون بین‌المللی تاریخ و آمار فوتبال بعد از ژاوی هرناندز در جایگاه دوم قرار گرفت.
مسی در ۱۹ دسامبر، در فینال جام باشگاه‌های جهان در شهر ابوظبی گل برتری تیمش را مقابل تیم استودیانتس به ثمر رساند و ششمین افتخار باشگاه در آن سال را به بارسلونا هدیه کرد. او دو روز بعد به عنوان بهترین بازیکن سال جهان معرفی شد و توانست کریستیانو رونالدو، ژاوی، کاکا و آندرس اینیستا را برای کسب این عنوان شکست دهد. این اولین بار بود که او این جایزه را برنده شده بود و اولین آرژانتینی شد که به این افتخار نائل آمد. در ۱۰ ژانویه ۲۰۱۰، اولین هت تریک خود در این فصل را در مقابل تیم تنریفه به انجام رساند و پیروزی ۵–۰ تیمش را رقم زد؛ وی در ۱۷ ژانویه صدمین گل فصل تیم را در برابر سویا به ثمر رساند و در پیروزی ۴–۰ تیمش سهیم شد.
مسی با هت تریک برابر والنسیا تیمش را به پیروزی خانگی رساند و در نهایت با هت تریک دیگر برابر رئال زاراگوزا، موجبات برد ۴–۲ برابر آن تیم را فراهم نمود. وی دویستمین بازی خود در لا لیگا را در ۲۴ مارس ۲۰۱۰ مقابل تیم اوساسونا انجام داد.
در ۶ آوریل ۲۰۱۰ برای اولین بار در بازی حرفه‌ای خود، چهار گل در یک مسابقه به ثمر رساند و با گلزنی برابر آرسنال در مرحله یک چهارم نهایی لیگ قهرمانان اروپا، برد خانگی تیمش را تحقق بخشید. این گلزنی او باعث شد تا از ریوالدو سبقت بگیرد و بهترین گلزن باشگاه بارسلونا در لیگ قهرمانان اروپا در تمام ادوار شود. مسی در بازی نهایی لیگ در آن فصل، دو گل در نیمهٔ دوم مقابل تیم وایادولید به ثمر رساند تا رکورد ۳۴ گل رونالدو در یک فصل در سال ۱۹۹۷ را بشکند. وی در ۳ ژوئن ۲۰۱۰ برای بار دوم باریکن سال لا لیگا لقب گرفت. او فصل را با ۴۷ گل در تمام رقابت‌ها به پایان رساند و به رکورد رونالدو در فصل ۹۷–۱۹۹۶ رسید و ۱۱ پاس گل نیز داد.

#### فصل ۲۰۱۰–۲۰۱۱
متاسفم برای کسانی که می‌خواهند برای جایگاه مسی رقابت کنند — این غیرممکن است، این پسر منحصر بفرد است.

پپ گواردیولا سرمربی وقت بارسلونا
در ۲۱ اوت، مسی در اولین بازی‌اش در فصل، مقابل سویا در چارچوب سوپرجام فوتبال اسپانیا –که با حساب ۴–۰ به سود بارسلونا به پایان رسید– هت‌تریک کرد و باعث شد که تیمش فاتح اولین جامش در فصل شود؛ با وجود اینکه بارسا بازی رفت را ۳–۱ واگذار کرده‌بود.
او در روز ۲۹ اوت ۲۰۱۰ لا لیگا را با گل مقابل ریسینگ سانتاندر در تنها بعد از سه دقیقه از شروع بازی آغاز کرد. او در لیگ قهرمانان نیز نمایش خوبی داشت و در مقابل پاناتینایکو در بازی‌ای که ۵–۱ به سود بارسلونا پایان یافته‌بود دو گل و دو پاس گل داد.
در ۱۹ سپتامبر ۲۰۱۰، مسی در بازی مقابل آتلتیکو مادرید (در چارچوب هفته سوم لا لیگا) در دقیقه نود و دوم بازی، به دلیل تکل خشن توماش اویفالوشی از ناحیهٔ مچ پا مصدوم شد. ابتدا به نظر می‌رسید که مچ پای مسی شکسته و به گفته برخی باید او را ۶ ماه از میادین فوتبال دور نگاه داشت، اما نتایج ام‌آرآی نشان داد که او دچار پیچ‌خوردگی رباط‌های داخلی و خارجی مچ پای راست خود شده است. هم‌تیمی مسی، داوید ویا بعد از بازی و تماشای فیلم مسابقه گفت: «تکلی که به مسی زده شد وحشیانه بود». وی اضافه کرد که قبلاً فکر می‌کرد که مدافع اتلتیکو به قصد صدمه به مسی تکل نزده بود. این شایعه بازتاب گسترده‌ای در رسانه‌ها داشت و بحث مساوات در حمایت از تمام بازیکنان در بازی‌ها را داغ تر کرد. در بازی با آلمریا، او برای دومین بار در فصل موفق به هت تریک شد و برد ۸–۰ تیمش را رقم زد و توانست تعداد گل‌های خودش در لا لیگا را به عدد ۱۰۰ برساند.

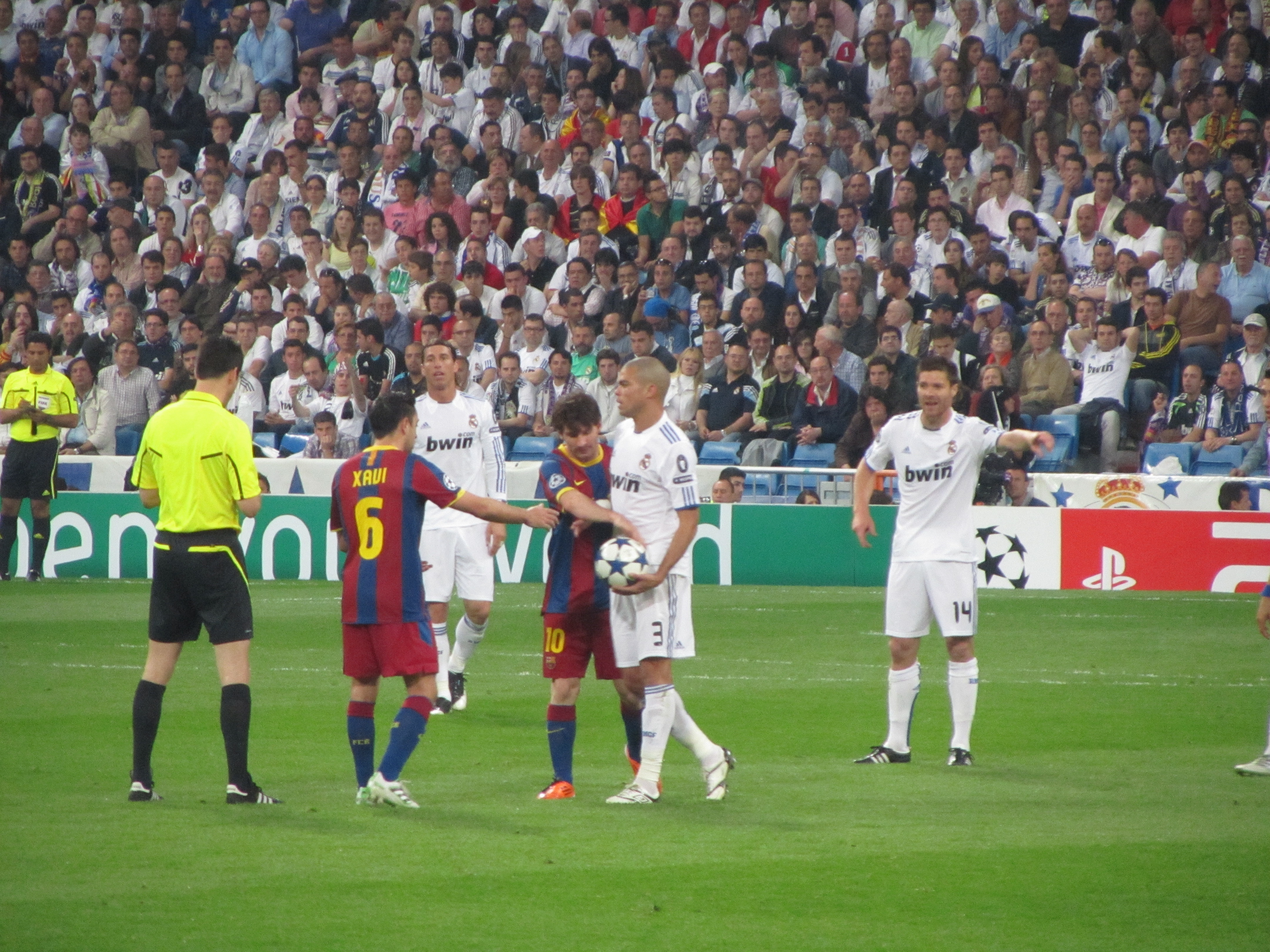
مسی در حال بازی مقابل رئال مادرید در نیمه نهایی لیگ قهرمان اروپا

مسی در سال ۲۰۱۰ موفق به کسب جایزه توپ طلای فیفا شد و توانست بالاتر از هم‌تیمی‌هایش، ژاوی و اینسیتا قرار بگیرد. مسی برای چهارمین بار پیاپی بود که در فهرست نامزدهای دریافت جایزه بهترین بازیکن سال جهان قرار گرفته بود. در ۵ فوریه، بارسا توانست رکورد بیشترین پیروزی پیاپی در لیگ را با برد ۳ بر صفر آتلتیکو مادرید در نیوکمپ بشکند و به رکورد ۱۶ برد متوالی در لا لیگا دست یابد. مسی با به ثمر رساندن سه گل در بازی و تثبیت پیروزی برای بارسا، بعد از بازی اظهار داشت:
برای من افتخار است که رکورد بازیکن بزرگی چون دی استفانو را بشکنم. اگر این رکورد برای مدت طولانی دست نیافتنی بود، به این دلیل بود که دست یابی به آن بسیار پیچیده است و ما با شکست یک تیم بسیار قوی به آن دست یافتیم. تیمی که قرار است به شرایط بدی وارد شود؛ که این قضیه را سخت‌تر می‌کند.
مسی برای یک ماه موفق به گلزنی نشد و سرانجام در بازی برابر آلمریا موفق به گلزنی شد و دومین گلش، چهل و هفتمین گل فصل او بود که رکورد باشگاهش را به رکورد فصل قبل رساند. وی در ۱۲ آوریل ۲۰۱۱ با گلزنی در لیگ قهرمانان اروپا و در بازی مقابل شاختار دونتسک موفق به گلزنی شد و رکورد جدیدی برای خود رقم زد. مسی با این رکورد بهترین گلزن بارسلونا در یک فصل، در تمام ادوار لقب گرفت. مسی هشتمین گلش در ال کلاسیکو را در ورزشگاه سانتیاگو برنابئو به ثمر رساند. مسی در ۲۳ آوریل پنجاهمین گل فصلش را در برابر اوساسونا به ثمر رساند و برد خانگی ۲–۰ تیمش را رقم زد. وی در آن بازی در دقیقه ۶۰، به عنوان بازیکن ذخیره وارد میدان شده بود. مسی آن فصل را با بیشترین میزان پاس گل(۱۸ پاس گل) به پایان برد.

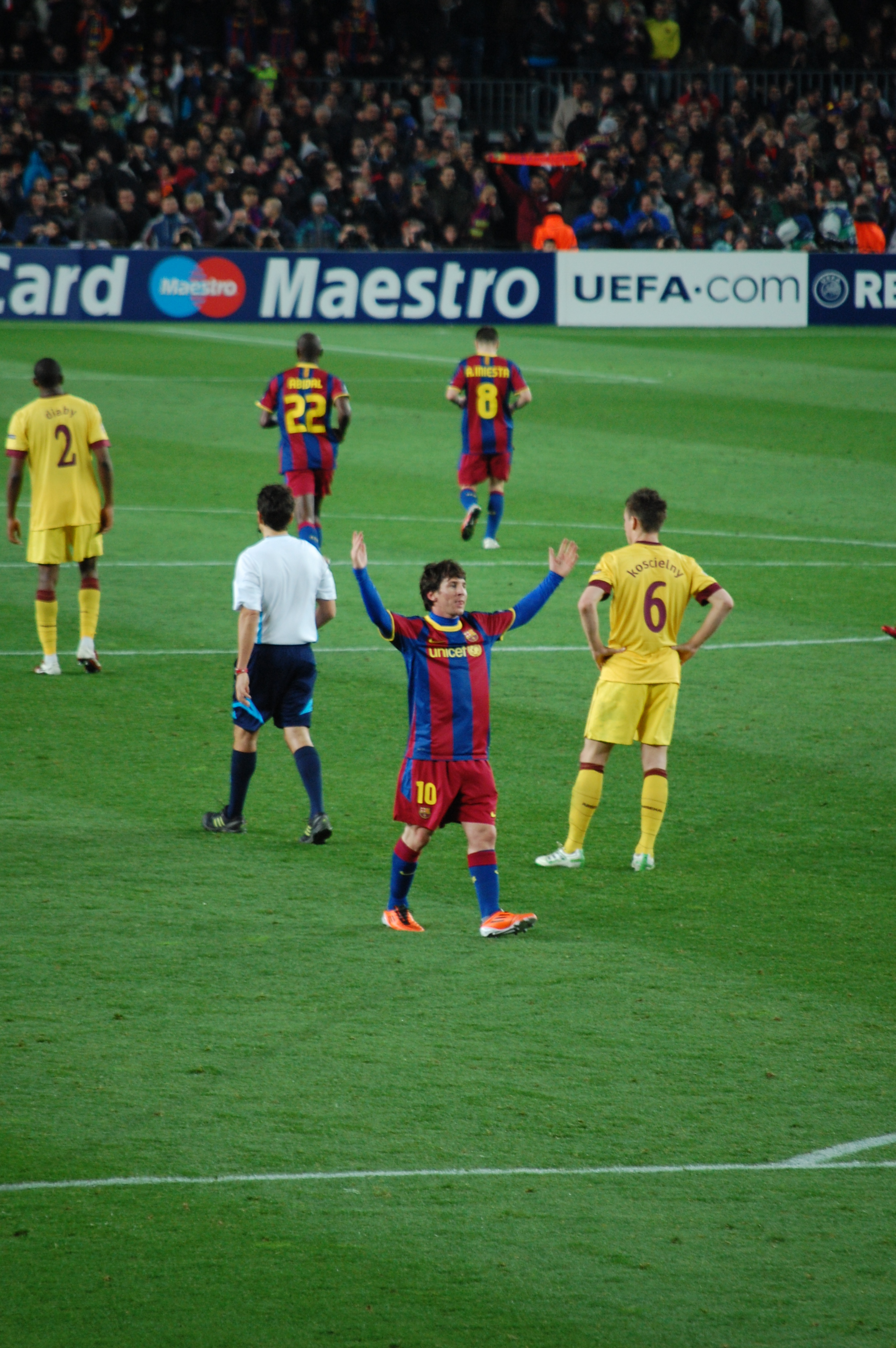
مسی در بازی مقابل آرسنال

در ۲۰ آوریل، بارسلونا در فینال کوپادل ری در برابر تیم رئال مادرید شکست خورد. مسی در آن بازی یک پاس گل به پدرو داد که گل به دلیل آفساید، توسط داور مردود اعلام شد. کریستیانو رونالدو تنها گل بازی را در وقت‌های اضافه به ثمر رساند. مسی در آن رقابت‌ها به همراه کریستیانو رونالدو با ۷ گل بهترین گلزن شد.
مسی در دور اول مرحله نیمه نهایی لیگ قهرمانان درخشش خاطره انگیزی داشت و دو بار دروازهٔ رئال مادرید را فرو ریخت و موجبات برد ۲–۰ تیمش را فراهم ساخت. دومین گل او که با دریبل چندین بازیکن به ثمر رسید یکی از بهترین گل‌ها در نوع خود شناخته شد. مسی در فینال و در ورزشگاه ومبلی برای بارسلونا گلزنی کرد تا بارسلونا سومین افتخار خود در لیگ قهرمانان در شش سال گذشته را کسب کند. این چهارمین قهرمانی این تیم در لیگ قهرمانان اروپا در تمام ادوار بود. این گل دوازدهمین گل مسی در این فصل از لیگ قهرمانان بود که او را به رکورد ۱۲ گل رود فان نیستلروی برای گلزنی در یک رقابت اروپایی رساند. چرا که این جام در سال ۱۹۹۲ به لیگ قهرمانان اروپا تغییر نام داده بود. رکورد بیشترین گل زده در یک رقابت اروپایی متعلق به خوزه آلتافینی(۱۴ گل) بود که البته مسی در فصل بعد به این رکورد دست پیدا کرد. مسی فصل ۱۱–۲۰۱۰ را با ۵۳ گل و ۲۴ پاس گل در تمامی رقابت‌ها به پایان رساند.

#### فصل ۲۰۱۱–۲۰۱۲

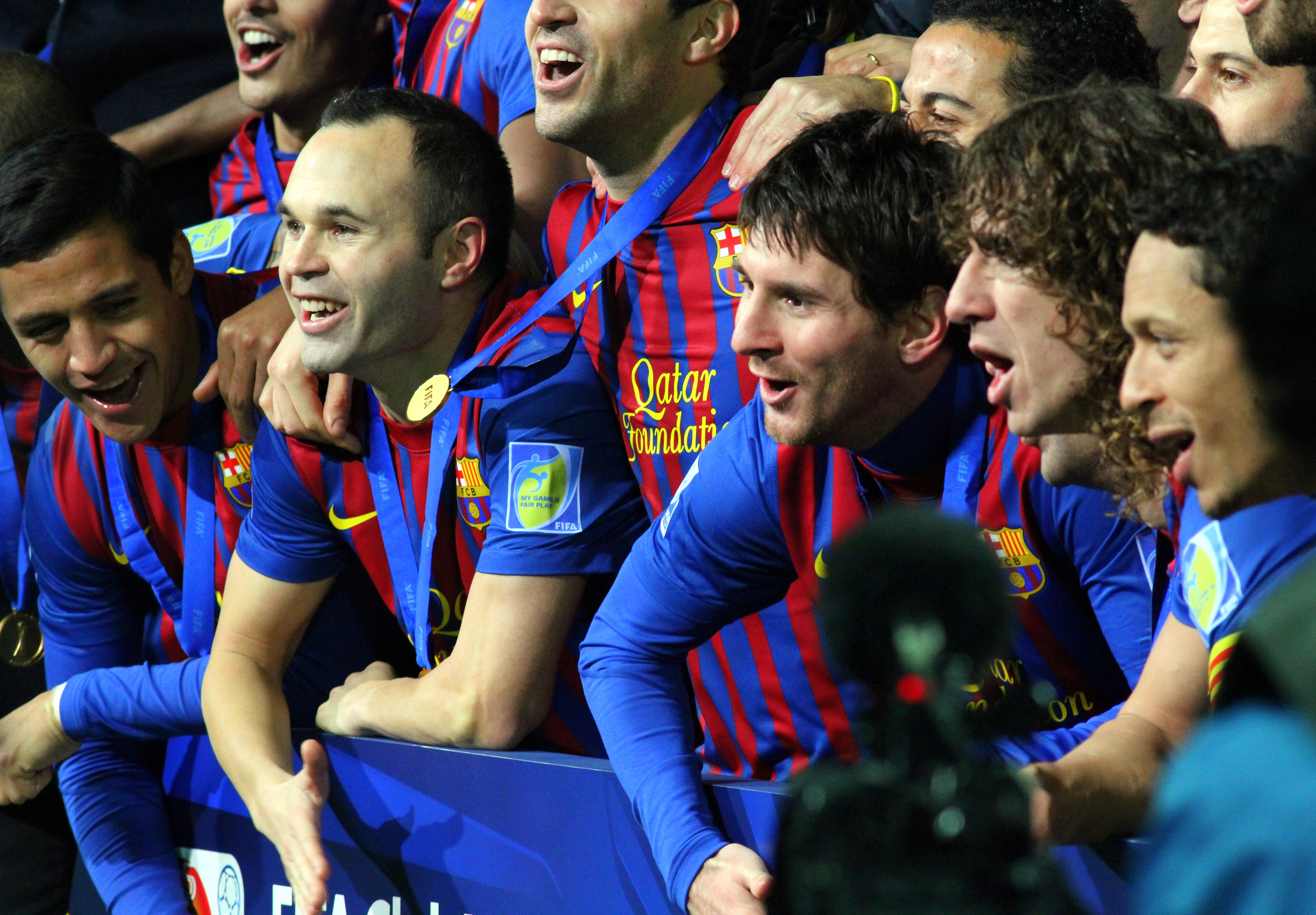
بارسلونا و مسی قهرمانی در جام باشگاه‌های جهانٍ ۲۰۱۱ را جشن می‌گیرند

او توانست در دیدار سوپرجام فوتبال اسپانیا مقابل رئال مادرید در دو دیدار رفت و برگشت سه گل و دو پاس گل بدهد تا تیمش در مجموع ۵–۴ پیروز شود. درخشش او در بازی‌های بعد ادامه یافت و در بازی برابر پورتو از پاس ضعیف مدافع تیم مقابل یعنی فردی گوارین استفاده کرد و گلی دیگر به ثمر رساند. پس از آن به سسک فابرگاس یک پاس گل داد تا بارسلونا بازی را ۲–۰ به سود خود به پایان ببرد. او توانست در سوپرجام فوتبال اروپا (تنها رقابت رسمی که در آن موفق به گلزنی نشده بود) گلزنی کند.
در اوت، مسی با پشت سر گذاشتن لادیسلائو کوبالا با ۱۹۴ گل دومین گلزن برتر شناخته شد. او در این عنوان بعد از سزار رودریگز آلوارز با ۲۳۲ گل قرار داشت. این آمار گل در تمامی بازی‌های رسمی محاسبه شده بود.
مسی در ۲۸ سپتامبر اولین گل خود در لیگ قهرمانان را در بازی مقابل باته بوریسف به ثمر رساند. مسی در آن بازی دو بار دروازهٔ تیم حریف را باز کرد. وی در آن بازی دومین گلزن برتر تاریخ باشگاه بارسلونا شد و به رکورد لادیسلائو کوبالا با ۱۹۴ گل در بازی‌های رسمی رسید. مسی بعد از گلزنی برابر تیم ریسینگ سانتاندر از رکورد کوبالا پیشی گرفت. او دویستمین گل باشگاه بارسلونا در تاریخ لیگ قهرمانان اروپا را در بازی برابر ویکتوریا پلژن به ثمر رساند. مسی در آن بازی هت تریک کرد و دو گل دیگر وارد دروازهٔ تیم حریف کرد.

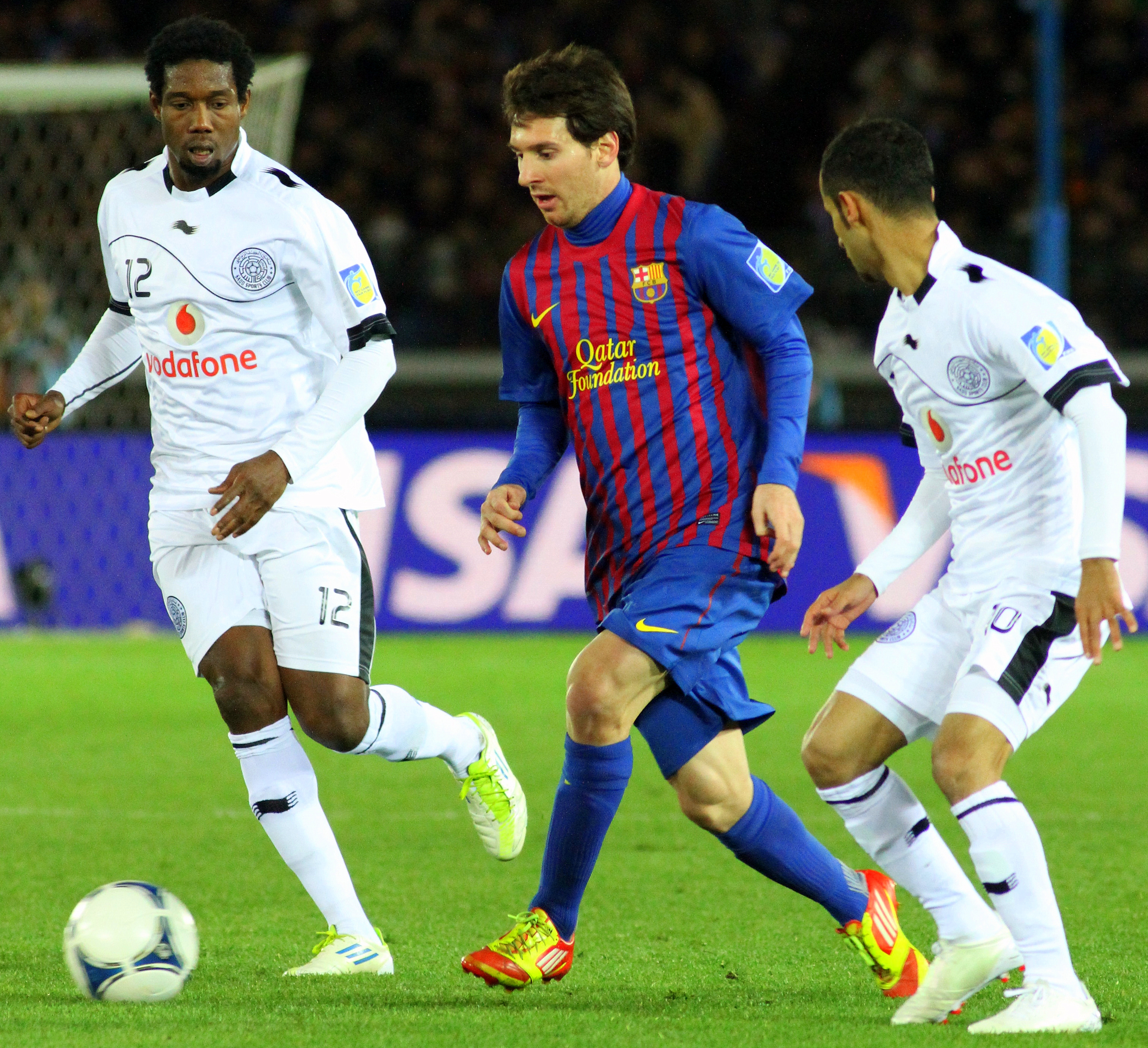
مسی در حال بازی در جام باشگاه‌های جهان در سال ۲۰۱۱

مسی در بازی برابر سانتوس در فینال جام باشگاه‌های جهان موفق به گلزنی شد و به عنوان بهترین بازیکن زمین انتخاب شد و توپ طلایی آن رقابت‌ها را ازآن خود کرد.
مسی جایزهٔ بهترین بازیکن سال یوفا در سال ۲۰۱۱ را با شکست هم تیمی خود ژاوی و بازیکن رئال کریستیانو رونالدو به دست آورد. مسی توپ طلای جهانِ فیفا را در همان سال با شکست ژاوی و کریستیانو رونالدو برنده شد. با بردن دوبارهٔ توپ طلا، مسی چهارمین نفری شد که این افتخار را سه بار کسب کرده است. قبل از مسی یوهان کرایف، میشل پلاتینی و مارکو فان باستن توانسته بودند سه بار توپ طلا را برنده شوند. وی همچنین بعد از پلاتینی دومین نفری بود که توانست سه بار متوالی این جایزه را برنده شود. پس از آن جایزهٔ برترین گلزن جهانِ سال ۲۰۱۱ را از فدراسیون بین‌المللی تاریخ و آمار فوتبال دریافت کرد.
مسی در ۱۹ فوریه ۲۰۱۲ در دویستمین حضورش در لا لیگا در برابر والنسیا چهار گل به ثمر رساند. بارسا در آن بازی ۵–۱ پیروز شد. در ۷ مارس، مسی اولین بازیکنی شد که از زمان شکل‌گیری لیگ قهرمانان اروپا در سال ۱۹۹۲ توانسته است در یک بازی ۵ گل به ثمر برساند. تیم بارسلونا در آن بازی بایر لورکوزن را ۷–۱ شکست داد.

[مسی] برای دنیای فوتبال یک گنجینه است؛ زیرا او برای کودکان سراسر جهان نقش الگو را بازی می‌کند. او می‌تواند در فضای نیم‌متری به سمت راست و چپ حرکت کند - گویا توپ به بدنش می‌چسبد. مارادونا نیز کمی شبیه به او بود؛ این می‌تواند ناشی از مرکز ثقل پایین این دو باشد.

یوهان کرایف بعد از آنکه مسی رکورد گلزنی جدیدی برای بارسلونا ثبت کرد، مارس ۲۰۱۲
در ۲۰ مارس، مسی سه گل برابر گرانادا به ثمر رساند و خود را به رکورد برترین گلزن تاریخ باشگاه بارسلونا و همچنین اسطورهٔ این تیم، یعنی سزار رودریگز رساند. رودریگز پیش از آن این رکورد را با ۲۳۲ گل در اختیار داشت.
در ۳ آوریل مسی در دور دوم مرحله یک چهارم نهایی لیگ قهرمانان برابر تیم آث میلان دو گل در ضربات پنالتی به ثمر رساند و رکورد خود، یعنی ۱۲ گل در یک فصل از لیگ قهرمانان اروپا را شکست. این گل‌ها مسی را به رکورد ۱۴ گل خوزه آلتافینی رساند. آلتاقینی این گل‌ها را در جام باشگاه‌های اروپا قبل از تغییر آن به لیگ قهرمانان اروپا در در سال ۱۹۹۲، یعنی در فصل ۱۹۶۲–۶۳ به ثمر رسانده بود. مسی نتوانست در مرحلهٔ نیمه نهایی گلی به ثمر برساند. البته او در دور دوم مرحله نیمه نهایی یک پاس گل داد. بارسلونا در آن مرحله با شکست برابر چلسی از صعود به فینال بازماند. مسی در بازی دوم یک پنالتی سرنوشت ساز را از دست داد. اگر آن پنالتی گل می‌شد بارسلونا می‌توانست با گل شماری به فینال برسد. چلسی در آن فصل از لیگ قهرمانان فاتح شد.
در ۱۱ آوریل، مسی شصت و یکمین گل فصلش را برابر ختافه به ثمر رساند و دو پاس گل نیز داد. لئو در ۲ می‌در بازی مقابل مالاگا هت تریک کرد و رکورد گرد مولر(۶۷ گل در فصل ۱۹۷۲–۷۳) را با ۶۸ گل شکست و بهترین گلزنِ تاریخِ لیگ‌های اروپا لقب گرفت. این رکورد برای تعداد گل‌ها در یک فصلِ تنها محاسبه شد. مسی پس از آن در ۵ می چهار گل برابر اسپانیول به ثمر رساند تا آمار گل‌های خود را به رقم تکرار ناشدنی ۷۲ برساند و بعد از آرشی استارکِ تیم بتلهم استیل دومین بازیکنی باشد که رقم ۷۰ گل در یک فصل را پشت سر گذاشته باشد. استارک در فصل ۱۹۲۴–۲۵ به این مهم دست یافته بود.

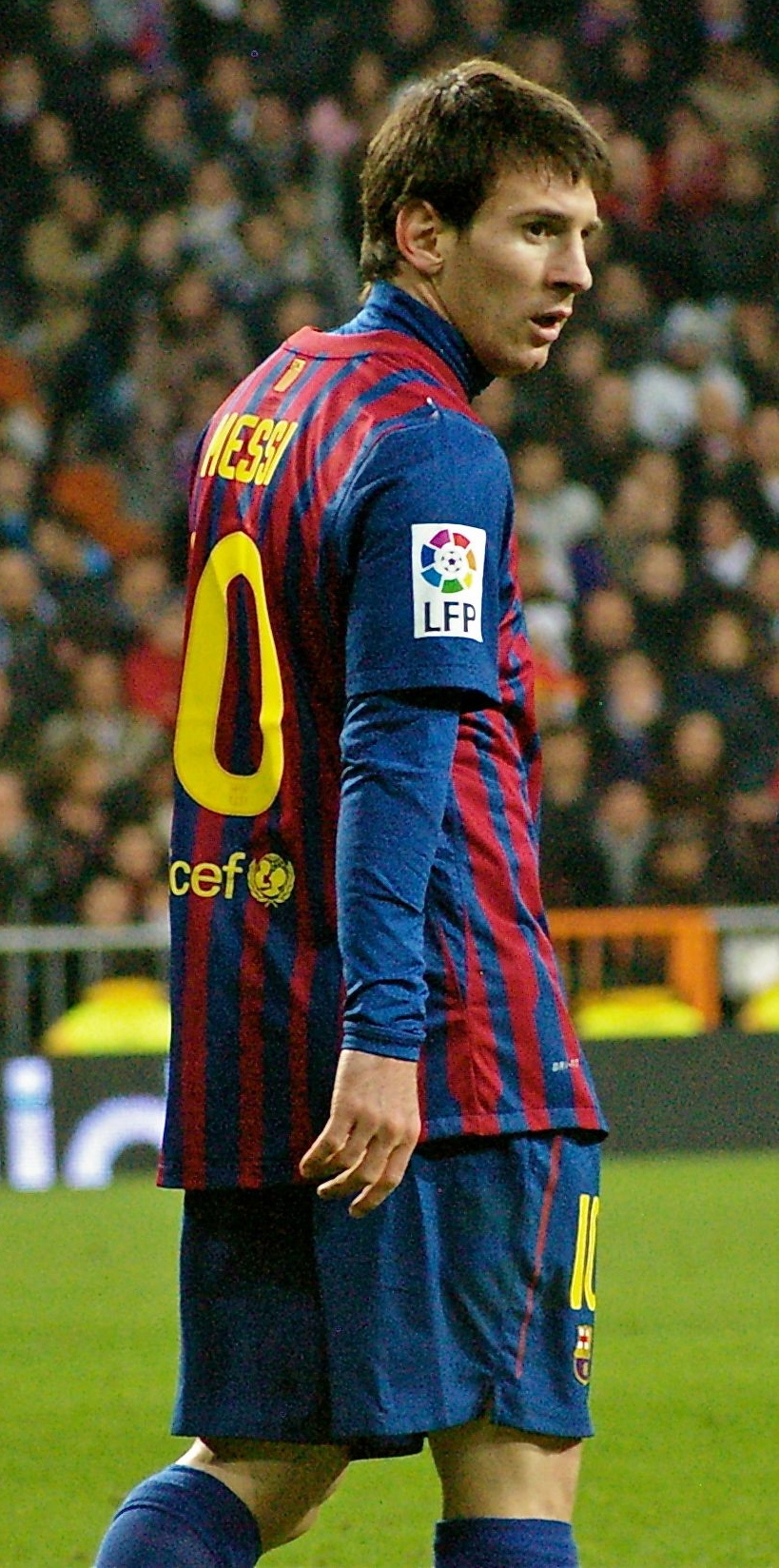
مسی در حال بازی با رئال مادرید در کپا دل ریِ ۱۲–۲۰۱۱

مسی در ۲۵ می‌در فینال کوپادل ری گلزنی کرد و بارسلونا بیست و ششمین جام اسپانیایی خود در تاریخ باشگاه را فتح کرد. مسی تعداد گل‌های خود را به ۷۳ گل در تمامی رقابت‌ها در آن فصل افزایش داد. این آخرین بازی بود که گواردیولا به عنوان سرمربی حضور داشت. همچنین این قهرمانی دومین قهرمانی در کوپادل ری برای مسی بود. درحالی که آن‌ها سال قبل در فینال جام را از دست داده بودند؛ همچنین چهاردهمین افتخار بارسلونا در چهار فصل سرمربی‌گری پپ گواردیولا به‌شمار می‌آمد. اگرچه در آن فصل بارسلونا چهارمین قهرمانی متوالی در لا لیگا را تحت هدایت گواردیولا از دست داده بود و بعد از رئال مادرید در ردهٔ دوم جدول جای گرفته یود اما مسی فصل ۱۲–۲۰۱۱ را برای بار دوم به عنوان بهترین گلزن در لا لیگا به پایان رساند و رکورد ۵۰ گل را برای خود رقم زد. او در آن فصل بیشترین پاس گل را بعد از مسعود اوزیل داده بود(۱۶ پاس گل). اوزیل در آن فصل ۱۷ پاس گل داده بود. وی همچنین برای چهارمین بار متوالی با ۱۴ گل آقای گل لیگ قهرمانان فوتبال اروپا شد. او سرانجام با ۷۳ گل و ۲۹ پاس گل در تمام رقابت‌های باشگاهی بیش از هر بازیکن دیگری، فصل را به پایان رساند.

#### فصل ۲۰۱۲–۲۰۱۳
مسی در بازی اول بارسلونا در این فصل مقابل تیم رئال سوسیداد موفق به گلزنی شد تا در برد ۵–۱ تیمش در نیو کمپ سهیم باشد. او در ۲۳ اوت در دور اول سوپر کاپ اسپانیا، با یک ضربهٔ پنالتی گل دیگری را وارد دروازهٔ رئال مادرید کرد تا تیمش بازی را ۳–۲ به پایان ببرد. او در بازی بعدی برابر اوساسونا گلزنی کرد و برد ۲–۱ تیمش را رقم زد. مسی در دور دوم سوپرجام فوتبال اسپانیا با یک ضربهٔ آزاد دروازهٔ رئال مادرید را باز کرد. اما در نهایت بارسلونا که ۱۰ نفره شده بود بازی را به رئال واگذار کرد. گل برتری رئال را کریستیانو رونالدو به ثمر رساند. گل مسی در آن بازی، پانزدهمین گلش در ال کلاسیکو بود که او را به برترین گلزن تاریخ بارسا در ال کلاسیکو و دومین گلزن برتر تاریخ رقابت‌های ال کلاسیکو بعد از آلفردو دی استفانو(۱۸ گل) بدل کرد. مسی در این رکورد به رائول اسپانیایی رسید. مسی در آن فصل به همراه کریستیانو رونالدو (هرکدام با ۱۷ رای) برای عنوان بهترین بازیکن اروپا در سال ۲۰۱۲ در جایگاه دوم قرار گرفت. هم تیمی مسی، آندرس اینیستا این عنوان را به دست آورد. او در ۲ سپتامبر برابر والنسیا از نقطهٔ کرنر به هم تیمی خود آدریانو کریا یک پاس گل داد و تنها گل بازی را رقم زد. مسی در ۱۵ سپتامبر برابر ختافه دو گل دیگر را به ثمر رساند. او در ۲۰ سپتامبر در اولین بازیِ آن فصل لیگ قهرمانان اروپا برابر اسپارتاک موسکو گلزنی کرد تا بارسلونا بازی را ۳–۲ به پایان بَرَد. با گل مسی در آن بازی، تعداد گل‌های او در آن فصل در تمامی رقابت‌ها به ۱۰ گل رسید.
مسی در ۱۱ نوامبر در بازی مقابل رئال مایورکا دو گل زد (هفتاد و پنجمین و هفتاد و ششمین گل فصلش) و رکورد ۷۵ گل پله در یک فصل را شکست. پله در سال ۱۹۵۸ این رکورد را از خود به جای گذاشته بود. مسی با فاصلهٔ ۹ گل از تعداد گل‌های اسطورهٔ آلمانی گرد مولر قرار گرفت. رکورد مولر در کتاب رکوردهای جهانی گینس قرار داشت و برای یک سالِ تمام محاسبه شده بود. او هفتاد و هفتمین و هفتاد و هشتمین گلش را در ورزشگاه نیوکمپ برابر رئال زاراگوزا به ثمر رساند تا ۷ گل با رکورد مولر فاصله داشته باشد. مسی در برابر اسپارتاک موسکو دو بار گلزنی کرد و هفتاد و نهمین و هشتادمین گلش را به ثمر رساند تا ۵ گل با رکورد مولر فاصله داشته باشد. وی در ۲۵ نوامبر در بازی برابر لوانته ۲ گل به ثمر رساند و به فاصلهٔ سه گل از رکورد مولر آلمانی قرار گرفت. او در ۱ دسامبر مقابل اتلتیکو بیلبائو دو گل دیگر زد تا تنها یک گل نیاز داشته باشد تا به رکورد اسطورهٔ آلمانی در سال ۱۹۷۲ برسد. البته او با این تعداد گل به برترین گلزن بارسلونا در تاریخ این باشگاه بدل شده بود. این رکورد پیش از آن در اختیار سزار رودریگز آلوارز با ۱۹۰ گل بود. مسی در ۹ دسامبر مقابل رئال بتیس دو گل زد و تعداد گل‌های خود را به ۸۶ رساند و میراث ۸۵ گل مولر را پشت سر گذاشت. مولر در سال ۱۹۷۲ برای بایرن مونیخ و تیم ملی فوتبال آلمان این تعداد گل را به ثمر رسانده بود. مسی بعد از شکستن رکورد گرد مولر، یک پیراهن شمارهٔ دهِ امضاء شدهٔ خود را به عنوان «احترام و تحسین» برای او فرستاد. در ۱۲ دسامبر مسی تعداد گل‌های خود را بعد زدن دو گل برابر کوردوبا در دور اول رقابت‌های کوپادل ری به عدد ۸۸ رساند. وی در ۱۶ دسامبر دو بار دروازهٔ اتلتیکو مادرید را باز کرد تا تعداد گل‌هایش به ۹۰ برسد و برد ۴–۱ تیمش را رقم بزند. مسی سرانجام تعداد گل‌های آن سالش را با گلی که مقابل رئال وایادولید به ثمر رساند به ۹۱ رساند. گل مسی در آن بازی آخرین گل او در آن سال بود. البته فیفا به بهانهٔ مشکلات تصدیق و تأیید، از پذیرفتن رکورد بیشترین گل در یک سالِ تمام خودداری می‌کند. باشگاه فوتبال بارسلونا در ۱۸ دسامبر ۲۰۱۲ اعلام کرد که قرار داد مسی را تا ۳۰ ژوئن ۲۰۱۸ تمدید خواهد کرد. قرار داد در ۷ فوریه ۲۰۱۳ امضاء شد.
مسی در ۷ ژانویه ۲۰۱۳ توپ طلای فیفا را برنده شد و برای بار دوم کریستیانو رونالدو را برای کسب عنوان بهترین بازیکن سال جهان شکست داد. آندرس اینیستا در آن سال در رده سوم این عنوان قرار گرفت. مسی با کسب این افتخار تنها بازیکن تاریخ شد که چهار بار توپ طلای جهان را برنده شده است. مسی بعد از کسب این افتخار گفت: "واقعاً باور نکردنیست" و اضافه کرد:"برای وصفش خیلی بزرگه!" این افتخار بحث مقایسهٔ مسی با بزرگانی چون دیگو مارادونا و پله را در رسانه‌ها داغ تر کرد.
در ۲۷ ژانویه ۲۰۱۳، مسی ۴ گل برابر اوساسونا به ثمر رساند و برد ۵–۱ تیم را رقم زد. یکی از این گل‌ها دویستمین گل او در لا لیگا بود که او را در جایگاه هشتمین و جوانترین بازیکنی قرار داد که این تعداد گل را در لا لیگا به ثمر رساندند. این تعداد گل‌های او در آن فصل لا لیگا را به ۳۳، و تعداد گل‌های او در تمام رقابت‌ها را به ۴۴ رساند. او در ۱۶ فوریه ۲۰۱۳ تعداد گل‌های خود در بارسلونا را در بازی مقابل گرانادا به ۳۰۰ رساند و بعد از آن تعداد گل‌های خود در ۳۶۵ بازی رسمی برای بارسا را به عدد ۳۰۱ رساند. او در ۲ مارس ۲۰۱۳ در برابر رئال مادرید یک گل به ثمر رساند و بارسلونا بازی را ۲–۱ برنده شد. با آن گل، مسی به رکورد ۱۸ گلِ آلفردو دی استفانو در ال کلاسیکو رسید. لئو در ۹ مارس ۲۰۱۳ بعد از اینکه به عنوان بازیکن ذخیره وارد زمین شد، برابر دیپورتیو لاکرونیا در هفدهمین بازی متوالی اش در لیگ گلزنی کرد و رکورد جهانی را جابه‌جا کرد. رکورد گلزنی مسی در بازی برابر اتلتیکو مادرید به ۳۳ گل در ۲۱ بازی رسید.
لئو در ۱۲ مارس در دور دوم یک‌هشتم نهایی لیگ قهرمانان، دو گل مقابل آث میلان به ثمر رساند و موجبات برد ۴–۰ بارسلونا را فراهم ساخت. گل اول مسی به میلان بحث مقایسهٔ او با دیگو مارادونا را داغ تر کرد؛ زیرا گل او به گل دیگو مارادونا به یونان در جام جهانی ۱۹۹۴ شباهت بسیاری داشت. او در ۱۷ مارس ۲۰۱۳، بعد از تعویض اینیستا در بازی برابر رایو وایکانو برای اولین بار در یک بازی رسمی برای بارسلونا بازوبند کاپیتانی را پوشید. مسی در ۳۰ مارس در نوزدهمین حضور متوالی اش در آن فصل لا لیگا، دومین گل بارسا را برابر سلتا ویگو به ثمر رساند و اولین بازیکن فوتبال در تاریخ لا لیگا شد که در تمام بازی‌های متوالی مقابل همهٔ تیم‌ها گلزنی کرده است.
مسی در ۲ آوریل ۲۰۱۳ بعد از به ثمر رساندن یک گل برابر پاریس سینت ژرمن دچار کشیدگیِ عضلهٔ پشت ران در پای چپش شد و در نیمهٔ اول تعویض شد. سپس اعلام شد که او ممکن است به علت مصدومیت تا پایان فصل برای بارسا قادر به بازی نباشد. در دور دوم یک چهارم نهایی لیگ قهرمانان، بارسا از تیم پاریس سینت ژرمن یک گل دریافت کرد. اگرچه مسی برای تکمیل باز درمانی مصدومیتش روی نیمکت بود، اما در نیمهٔ دوم وارد زمین شد و سرانجام بارسا با همکاری مسی و داوید ویا و گلزنی پدرو رودریگز بازی را به تساوی کشاند و پس از آن به نیمه نهایی صعود کرد. بارسلونا در مرحلهٔ نیمه نهایی برابر فاتح آن فصل لیگ قهرمانان، یعنی بایرن مونیخ شکست خورد. بارسلونا همچنین در نیمه نهایی کوپادل ری برابر رئال مادرید شکست خورد. اما بارسا همچنان برای قهرمانی در لا لیگا تلاش می‌کرد و به رکورد ۱۰۰ امتیازش که در فصل قبل به دست آمده بود دست یافت. مسی بار دیگر برای دومین سال متوالی با ۴۶ گل، آقای گل لا لیگا شد. او همچنین در آن فصل ۱۲ پاس گل داده بود. مسی در آن فصل، در تمام رقابت‌های باشگاهی اش ۶۰ گل به ثمر رساند و ۱۶ پاس گل داد.

#### فصل ۲۰۱۳–۲۰۱۴

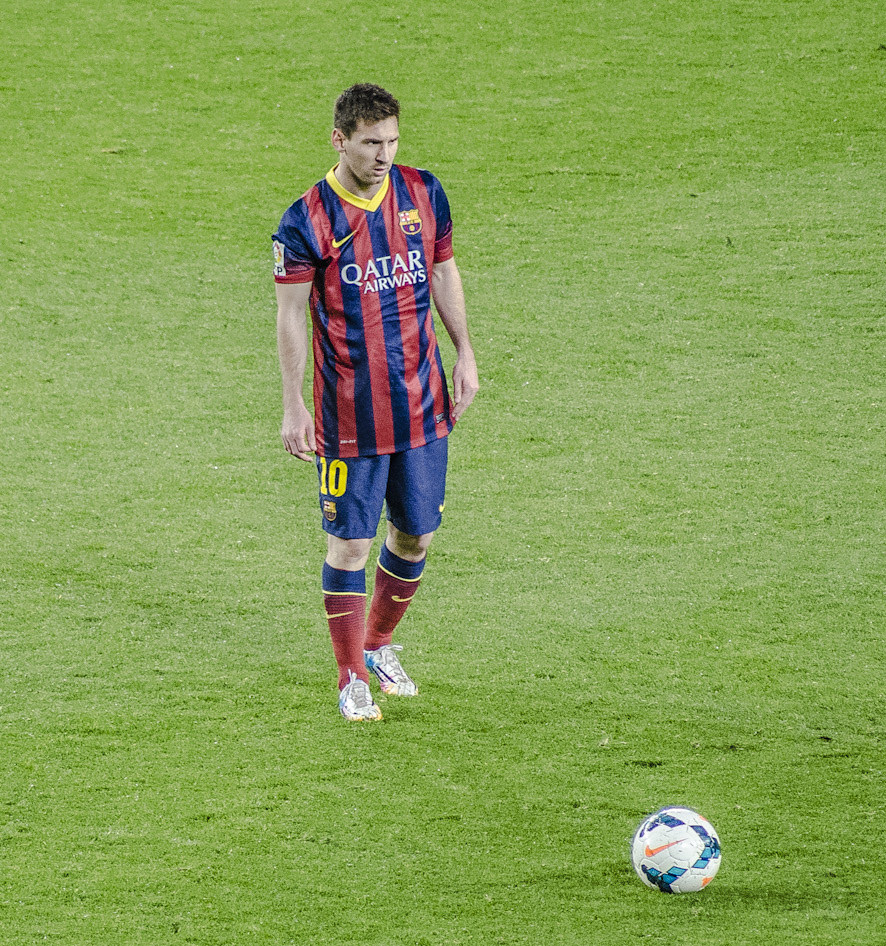
مسی قبل از زدن ضربهٔ آزاد در بازی مقابل آلمریا در چارچوب رقابت‌های لا لیگا

مسی برای سومین سال متوالی، به همراه فرانک ریبری و کریستیانو رونالدو برای جایزهٔ بهترین بازیکن سال یوفا نامزد شد. ریبری جایزه را با ۳۶ رأی برنده شد. مسی با ۱۴ رأی در جایگاه دوم قرار گرفت. درحالی که رونالدو توانست تنها ۳ رأی را به خود اختصاص دهد. او در ۱۸ اوت ۲۰۱۳ فصل ۲۰۱۳–۱۴ را با دو گل و یک پاس گل برابر لوانته آغاز کرد و بارسلونا توانست بازی را ۷–۰ به سود خود به پایان ببرد. بارسلونا در ۲۸ اوت، به دلیل بیشتر بودن گل‌های زدهٔ این تیم در خانهٔ حریف، برای به‌دست آوردن سوپر کاپ اسپانیا اتلتیکو مادرید را پشت سر گذاشت.
لئو بیست و سومین هت تریکش را برابر والنسیا در ۱ سپتامبر انجام داد. این گل‌ها مسی را ششمین گلزن برترِ تاریخ لا لیگا لقب داد. مسی در کسب این عنوان کوئینی را با ۲۱۹ گل پشت سر گذاشت. او در ۱۸ سپتامبر در اولین برد بارسلونا در لیگ قهرمانان اروپا بیست و چهارمین هت تریکش را در خانه و مقابل آژاکس آمستردام به انجام رساند. بارسلونا در آن بازی با نتیجهٔ ۴–۰ به پیروزی رسید. این گل‌ها مسی را به دومین گلزن برتر تاریخ لیگ قهرمانان اروپا با ۶۲ گل تبدیل کرد. بهترین گلزن تاریخ لیگ قهرمانان اروپا رائول گونزالس است. او همچنین با ۶۲ گل، چهارمین گلزن برتر تاریخ رقابت‌های اروپایی لقب گرفت. لئو با این هت تریکش، تنها بازیکنی شد که در لیگ قهرمانان اروپا چهار بار هت تریک کرده است. او در ۱۰ نوامبر در بازی برابر رئال بتیس دچار مصدومیت شد و تا ژانویه ۲۰۱۴ از میادین دور ماند. این سومین مصدومیت فصلش بود. بارسلونا در آن بازی ۴–۱ پیروز شد.
لئو در ۸ ژانویه ۲۰۱۴ به میادین بازگشت و در بازی مقابل ختافه در کوپادل ری دو بار گلزنی کرد و برد ۴–۰ بارسا را رقم زد. مسی در ۱۳ ژانویه برای کسب توپ طلای فیفا در سال ۲۰۱۳، بعد از کریستیانو رونالدو در جایگاه دوم قرار گرفت. او در ۱۵ فوریه دو بار برابر رایو وایکانو گلزنی کرد و برد ۶–۰ بارسلونا در آن بازی را رقم زد. مسی با این دو گل رکورد هم وطنش، آلفردو دی استفانو را شکست و با ۲۲۸ گل به رائولِ اسپانیایی رسید و سومین گلزن برتر تاریخ لا لیگا لقب گرفت.
مسی در ۱۶ مارس ۲۰۱۴، در بازی ای که بارسا ۷–۰ پیروز شد، مقابل اوساسونا هت تریک کرد و با شکستن رکورد پائولینو آلکانترا، بهترین گلزن بارسا در تمامی رقابت‌ها (با احتساب بازی‌های دوستانه) لقب گرفت. لئو در ۲۳ مارس، در بازی مقابل رئال مادرید در سانتیاگو برنابئو هت تریک کرد و با پیشی گرفتن از دی استفانو بهترین گلزن تاریخ بازی‌های ال کلاسیکو لقب گرفت. بارسلونا در آن بازی ۴–۳ پیروز شد. این گل‌ها مسی را به دومین گلزن برتر لا لیگا، بعد از هوگو سانچز بَدَل کرد.
مسی آن فصل را تنها با یک افتخار، یعنی سوپر کاپ اسپانیا به پایان رساند. بارسلونا در لا لیگا، بعد از اتلتیکو مادریدی که آن‌ها را در یک چهارم نهایی لیگ قهرمانان اروپا شکست داد، دوم شد. بارسا همچنین در کوپادل ری برابر رئال مادرید شکست خورد. البته او در آن رقابت‌ها آقای گل شد. مسی فصل را با ۴۱ گل و ۱۵ پاس گل در تمام رقابت‌ها به پایان رساند. اما ۲۸ گلِ او در لا لیگا برای دفاع از عنوان آقای گلیِ او کافی نبود و این عنوان را به کریستیانو رونالدو واگذار کرد. رونالدو در آن فصل ۳۱ گل به ثمر رسانده بود. مسی در ۱۶ می ۲۰۱۴، برای یک قرار داد جدید با بارسلونا به توافق رسید.

#### فصل ۲۰۱۴–۲۰۱۵

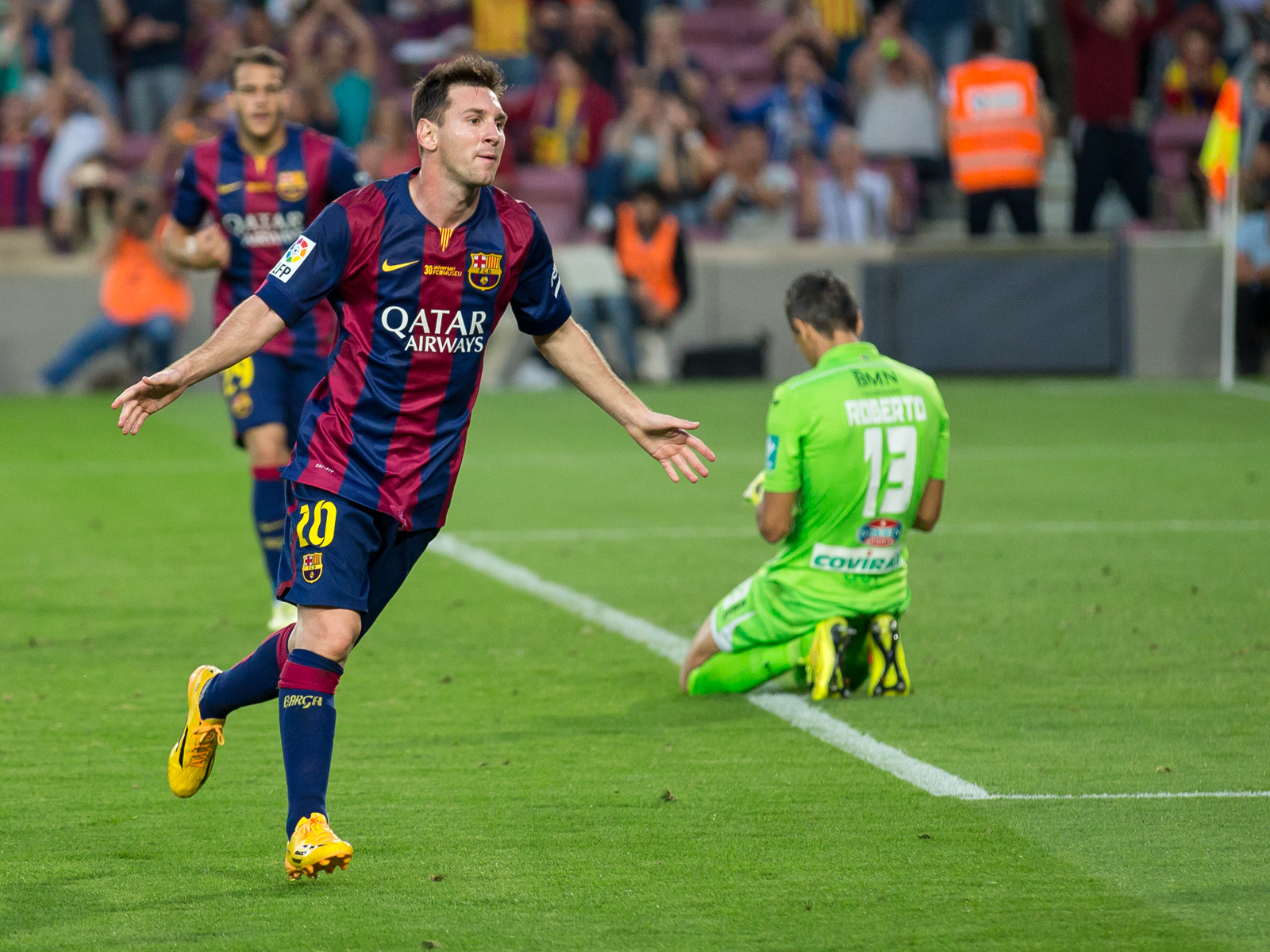
مسی در حال جشن گرفتنِ گل خود در بازی مقابل گرانادا در اکتبر ۲۰۱۴

مسی فصل ۲۰۱۴–۲۰۱۵ لا لیگا را با گلزنی برابر الچه آغاز کرد و توانست دو بار دروازهٔ این تیم را باز کند. لئو در بازی بعدی تیمش مقابل ویارئال به ساندرو رامیرز یک پاس گل داد و تنها گل بازی را رقم زد؛ اگرچه در این بازی از ناحیهٔ عضلهٔ رانِ پای راستش دچار مصدومیت شد. مسی در ۲۷ سپتامبر چهارصدمین گل دوران حرفه‌ای فوتبال خود را در بازی مقابل گرانادا به ثمر رساند؛ او گل دوم تیمش در آن بازی را دقایقی بعد به ثمر رساند و دو پاس گل نیز داد و برد ۶–۰ تیمش را رقم زد. وی در کنفرانس خبری بعد از بازی توسط سرمربی تیمش لوییز انریکه مورد تمجید قرار گرفت. انریکه بیان کرد: «گویا مسی توسط یک عصای جادویی لمس شده است.» مسی در ۱۸ اکتبر دویست و پنجاهمین گل خود در رقابت‌های لا لیگا را به ثمر رساند و برد ۳–۰ تیمش مقابل ایبار را رقم زد. او در آن بازی یک پاس گل نیز فراهم کرد. این گل مسی را به فاصلهٔ یک قدمیِ تلمو زارا که با ۲۵۱ گل رکورد گلزن‌ترین بازیکن تاریخ رقابت‌های لا لیگا را یدک می‌کشد قرار داد. مسی در همان هفته در ۱۶ اکتبر دهمین سالگرد حضورش در باشگاه بارسلونا را جشن گرفت. او در ۵ نوامبر هردو گل تیم خود در بازی مقابل آژاکس را به ثمر رساند و تیم بارسلونا را به مرحلهٔ حذفی لیگ قهرمانان رساند. این گلِ مسی او را با ۷۱ گل در این رقابت‌ها به رکورد رائول رساند. لیونل مسی با انجام بیست و چهارمین هت تریک خود در لا لیگا در هفته بیست و ششم در برابر رایو وایکانو رکورد تلمو زارا را شکست و رکورددار هت تریک لا لیگا شد. مسی با هت تریک برابر سویا، با پشت سر گذاشتن رکورد تلمو زارای ۲۵۱ گله، با ۲۵۳ گل، آقای گل تاریخ لا لیگا شد. او در پایان فصل به عنوان بهترین بازیکن فصل اروپا انتخاب شد ولی خیلی‌ها معتقدند که این جایزه حق نیمار هم هم تیمی خود مسی بوده است.

#### فصل ۲۰۱۵–۲۰۱۶
لیونل مسی این فصل را با پیروزی ۵ بر ۴ (در وقت‌های اضافه) مقابل سویا و قهرمانی در سوپرجام اروپا شروع کرد. مسی در این بازی دو گل از ضربات آزاد به ثمر رساند.

لیونل مسی در مصاف با اور بانگا بازیکن سویا، در سوپرجام اروپا ۲۰۱۵

مسی فصل ۲۰۱۵–۲۰۱۶ لا لیگا را در ترکیب اصلی آبی اناری‌ها آغاز کرد و آن‌ها توانستند به پنج برد در شش هفته نخست دست پیدا کنند. در بازی مقابل لاس پالماس بود که به دلیل آسیب دیدگی لیگامنت در دقیقه دهم تعویض شد و شش هفته استراحت کرد. به ترکیب بازگشت و در شرایطی که در برخی مسابقات بازوبند کاپیتانی را بر بازو می‌بست، از دیدار مقابل رئال مادید در هفته دوازدهم تا دیدار مقابل رئال مادرید در هفته سی و یکم شکست ناپذیر باقی ماندند. در لیگ قهرمانان با شکست مقابل اتلتیکو مادرید در دور یک چهارم نهایی حذف شدند اما در جام حذفی با شکست سویا به قهرمانی دست پیدا کردند. مسی در ۱۱ ژانویه ۲۰۱۶، توانست پنجمین توپ طلای خود را به دست آورد و رکورد دیگری را به نام خود ثبت کند.

#### فصل ۲۰۱۶–۲۰۱۷
در غیاب آندرس اینیستا که مصدوم بود، مسی فصل ۱۷–۲۰۱۶ را با بالا بردن جام قهرمانی سوپرجام اسپانیا به عنوان کاپیتان بارسا آغاز کرد. در بازی رفت با دو گل مونیر، بارسا پیروز شد و در بازی برگشت با گل و پاس گل مسی بارسلونا ۳ بر صفر پیروز شد. سه روز بعد مسی، دو گل زد و یک پاس گل داد تا بارسا در اولین بازی فصل جدید لا لیگا ۶–۲ برابر رئال بتیس پیروز شود.
در ۱۳ سپتامبر ۲۰۱۶، مسی اولین هتریک خود، در این فصل را در بازی مقابل سلتیک در هفته اول لیگ قهرمانان اروپا با پیروزی ۷–۰ به ثمر رساند. این ششمین هتریک مسی در لیگ قهرمانان اروپا بود که بیشترین آمار را در بین بازیکنان داشت. یک هفته بعد، مسی در تساوی ۱–۱ مقابل اتلتیکو مادرید از ناحیه کشاله ران آسیب دید و به دلیل مصدومیت به مدت سه هفته از میادین دور ماند.
پس از بازگشت، در بازی مقابل دپورتیوو لاکرونیا به عنوان بازیکن تعویضی وارد زمین شد و پس از سه دقیقه، گل زد. بارسا آن بازی را چهار بر صفر پیروز شد. سه روز بعد، مسی سی و هفتمین هتریک باشگاهی خود را برابر منچستر سیتی به ثمر رساند و بارسلونا بازی را ۰–۴ پیروز شد.
در ۱ نوامبر، مسی پنجاه و چهارمین گل خود در مرحله گروهی لیگ قهرمانان اروپا را با گلزنی مقابل منچستر سیتی (بازی برگشت) در شبی که بارسلونا ۳ بر ۱ از این تیم شکست خورد، به ثمر رساند. و از رکورد بیشترین گل زده در مرحله گروهی لیگ قهرمانان که پیش از این با ۵۳ گل در اختیار رائول بود، گذشت.
لیونل مسی پس از پایان قراردادش با بارسلونا به صورت آزاد به پاری سن ژرمن پیوست.

### پاری سن-ژرمن

#### فصل ۲۰۲۱–۲۰۲۲
مسی اولین بازی خود در لیگ ۱ را در تاریخ ۲۹ اوت سال ۲۰۲۱ و در بازی مقابل رنس تجربه کرد. او در دقیقه ۶۵ این بازی به‌جای نیمار وارد زمین بازی شد.

#### فصل ۲۰۲۲–۲۰۲۳

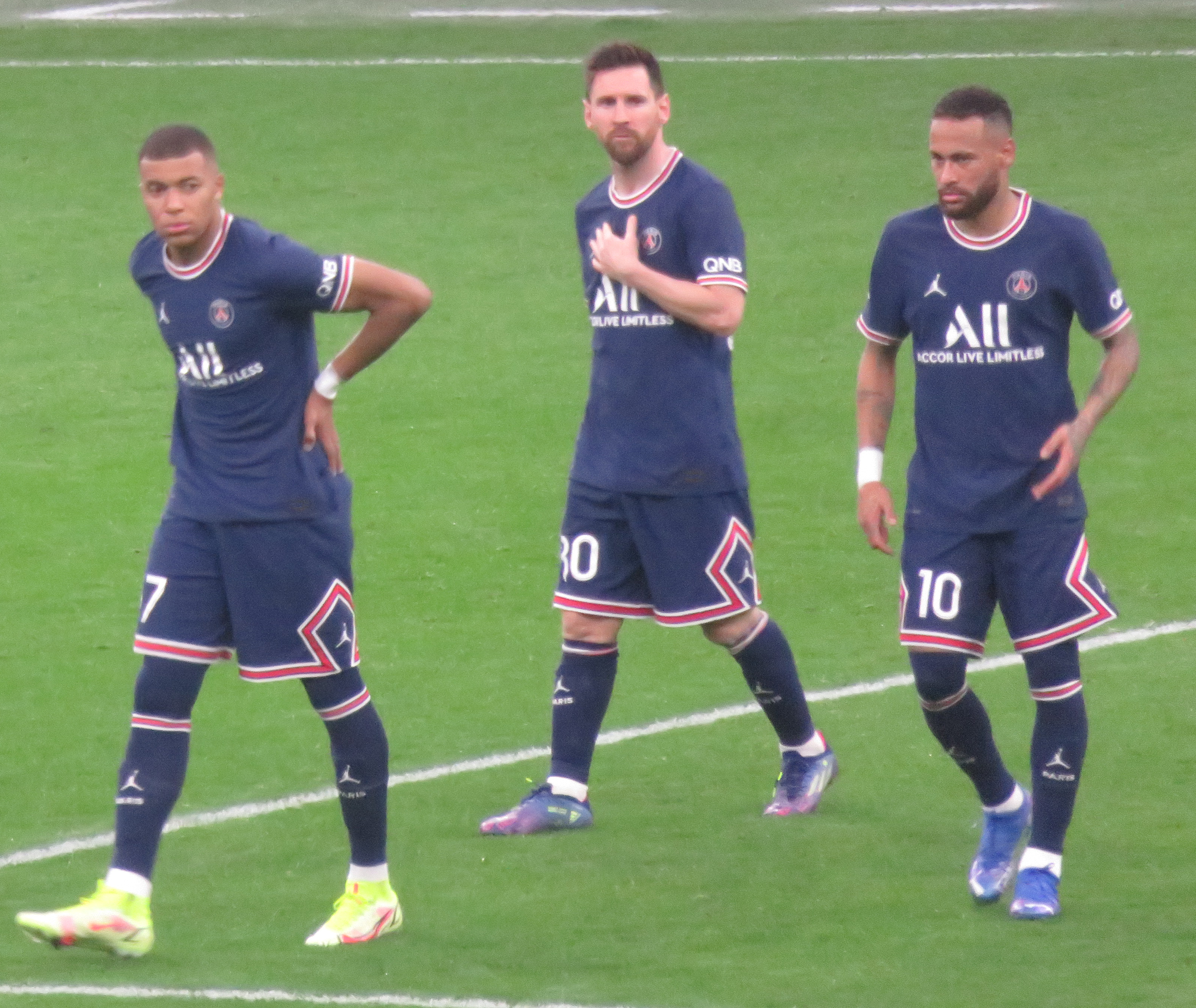
لیونل مسی در کنار نیمار و امباپه در پاری سن ژرمن

مسی پس از پایان فصل دوم حضورش در پاری سن-ژرمن از این باشگاه جدا شد.

### اینتر میامی
مسی پس از جدایی از باشگاه فوتبال پاری سن-ژرمن به باشگاه اینتر میامی در لیگ آمریکا پیوست و در آنجا با چندین تا از هم بازی‌های قدیمی خود، سوآرز، جوردی آلبا و بوسکتس برای باری دیگر هم تیمی شد و توپ طلای هشتم خود را نیز در این تیم کسب کرد.

## دوران ملی
معمولاً از لیونل مسی به عنوان یک بازیکن آرژانتینی-اسپانیایی یاد می‌شد؛ بحث دورگه بودن او زمانی به اوج خود رسید که در سال ۲۰۰۴ از وی، برای بازی در تیم ملی زیر ۲۰ سال اسپانیا دعوت شد. او این درخواست را برای اصلیت آرژانتینی خود رد کرد و به او فرصت بازی در تیم ملی زیر ۲۰ ساله‌های آرژانتین داده شد و در ژوئن ۲۰۰۴، در یک بازی دوستانه مقابل پاراگوئه به میدان رفت. مسی یک بار مقابل پاراگوئه گلزنی کرد و در یک بازی دوستانه در ژوئیه ۲۰۰۴ برابر اروگوئه دو بار موفق به گلزنی شد. او در سال ۲۰۰۵ یکی از اعضای تیم ملی جوانان آرژانتین، در جام جهانی جوانان بود که در هلند قهرمان آن مسابقات شده بودند. او در آن مسابقات در مجموع ۶ گل به ثمر رساند و بهترین بازیکن و همچنین بهترین گلزن آن مسابقات شد.

مسی در ۱۷ اوت ۲۰۰۵ اولین بازی خودش در رده بزرگسالان را مقابل مجارستان، زمانی که فقط ۱۸ سال داشت انجام داد. او در دقیقه ۶۳ به زمین بازی آمد ولی داور بازی، مارکوس مرک او را در دقیقه ۶۵ به‌خاطر ضربه زدن به مدافع مجارستان، ویلموش وانکزاک از زمین بازی اخراج کرد. هر چند مدافع مجارستان پیراهن مسی را می‌کشید. این تصمیم بحث‌برانگیز بود و مارادونا نیز حتی ادعا کرد که این تصمیم داور از پیش برنامه‌ریزی شده بود. بعد از اخراج مسی نقل شد که او در رختکن گریه کرد مسی دوباره در روز ۳ سپتامبر در بازی با پاراگوئه در مقدماتی جام جهانی آلمان در ترکیب تیم قرار گرفت و در نهایت بازی با نتیجه ۱–۰ به سود آرژانتین به پایان رسید. او پیش از این بازی گفته بود: 
مدت حضورم در بازی اول بسیار کوتاه بود، این بازی برای من بازی اول محسوب می‌شود.
او دومین بازی خود را برای آرژانتین در برابر پرو انجام داد. مسی در این بازی می‌توانست یک پنالتی قطعی بگیرد. پس از این بازی، پکرمن، سرمربی وقت آرژانتین، مسی را «جواهر» نامید. او اولین گل خود برای تیم ملی آرژانتین را در ۱ مارس ۲۰۰۶ در یک بازی دوستانه مقابل کرواسی به ثمر رساند.

#### جام جهانی ۲۰۰۶
مصدومیتی که در اواخر فصل ۰۶–۲۰۰۵ گریبان گیر مسی شد و او را برای ۲ ماه از میادین دور کرد، بر حضور او در جام جهانی ۲۰۰۶ اثر نامطلوب گذاشت. مسی در ۱۵ می ۲۰۰۶ در ترکیب انتخابی آرژانتین برای جام جهانی جای گرفت. او قبل از جام جهانی در بازی دوستانه مقابل آنگولا برای ۶۴ دقیقه بازی کرد. او در اولین بازی آرژانتین از روی نیمکت ذخیره‌ها شاهد پیروزی تیمش بر ساحل عاج بود.
در بازی بعدی آرژانتین مقابل صربستان، مسی به عنوان جوانترین بازیکن آرژانتین در جام جهانی، در دقیقه ۷۴ به جای ماکسی رودریگز وارد زمین شد. مسی در همان دقایق اولیهٔ حضورش در بازی به هرنان کرسپو یک پاس گل داد و در نهایت گل ششم تیمش را به ثمر رساند تا جوانترین گلزن مسابقات لقب بگیرد. وی همچنین با گل خود در آن بازی در لیست جوانترین گلزنان تاریخ جام جهانی در جایگاه ششم جای گرفت. مسی در بازی ای که آرژانتین در آن ۰–۰ با هلند مساوی کرد حضور داشت. مسی در بازی بعدی برابر مکزیک زمانی که بازی ۱–۱ بود، به عنوان بازیکن ذخیره در دقیقه ۸۴ وارد زمین شد. خوزه پکرمن در بازیِ مرحلهٔ یک چهارم نهایی مقابل آلمان از مسی استفاده نکرد. آرژانتین در ضربات پنالتی بازی را به آلمان واگذار کرد.

#### کوپا آمریکا ۲۰۰۷

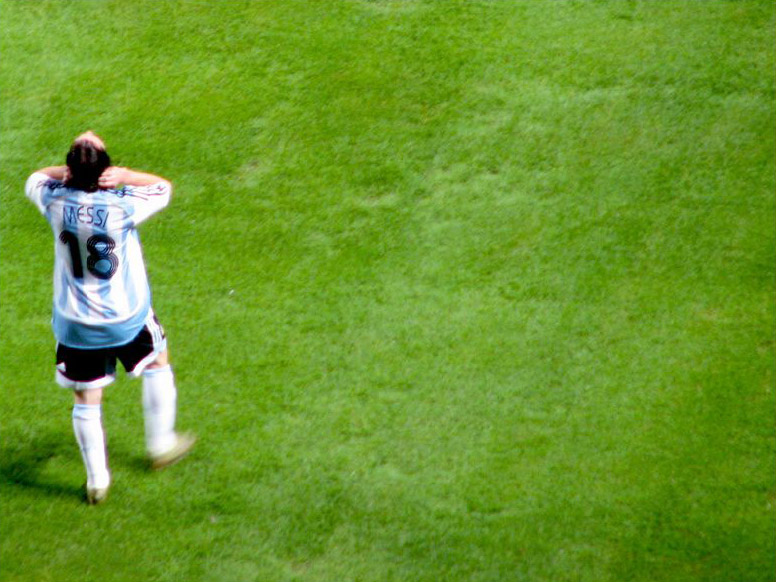
مسی در کوپا آمریکا ۲۰۰۷

مسی اولین بازی‌اش را در کوپا آمریکا در سال ۲۰۰۷ در مقابل ایالات متحده آمریکا انجام داد، در بازی‌ای که آرژانتین با نتیجهٔ ۴–۱ بر حریفش چیره شد. در آن بازی، مسی توانایی‌های خود را در نقش بازی‌ساز نشان داد؛ او یک پاس گل داد که توسط هرنان کرسپو تبدیل به گل شد و نیز چندین شوت در چارچوب زد. توز در دقیقهٔ ۷۹ به بازی آمد و جای مسی را در زمین بازی گرفت و چند دقیقهٔ بعد او نیز موفق به گلزنی شد.
دومین بازی او در برابر کلمبیا بود که در آن بازی یک پنالتی گرفت و در نهایت کرسپو آن را تبدیل به گل مساویِ بازی کرد و نتیجهٔ نهایی ۱–۱ شد. او همچنین در گل دوم آرژانتین نقش مهمی ایفا کرد. در واقع در خارجِ محوطهٔ جریمه یک خطا گرفت و خوان رومان ریکلمه آن را تبدیل به گل کرد. سرانجام آرژانتین بازی را ۴–۲ برد تا به مرحلهٔ یک چهارم نهایی صعود کند.
در بازی سوم برابر پاراگوئه، از آنجا که تیم به مرحلهٔ بعد صعود کرده بود، سرمربی به مسی استراحت داد. او زمانی که بازی ۰–۰ بود، در دقیقهٔ ۶۴ به جای استبان کامبیاسو وارد زمین شد و در دقیقهٔ ۷۹ یک پاس گل به خاویر ماسچرانو داد. آرژانتین در مرحلهٔ یک چهارم نهایی با پرو روبرو شد و مسی از پاس ریکلمه استفاده کرد و دومین گل بازی را به ثمر رساند. آرژانتین در نهایت ۴–۰ پیروز شد. لئو در نیمه نهایی و در مقابل مکزیک گلزنی کرد تا آرژانتین با برد ۳–۰ خود را یکی از فینالیست‌های جام ببیند. آرژانتین در فینال برابر برزیل با نتیجهٔ ۳–۰ شکست خورد. مسی به عنوان بازیکن جوان تورنمنت لقب گرفت.

#### المپیک تابستانی ۲۰۰۸

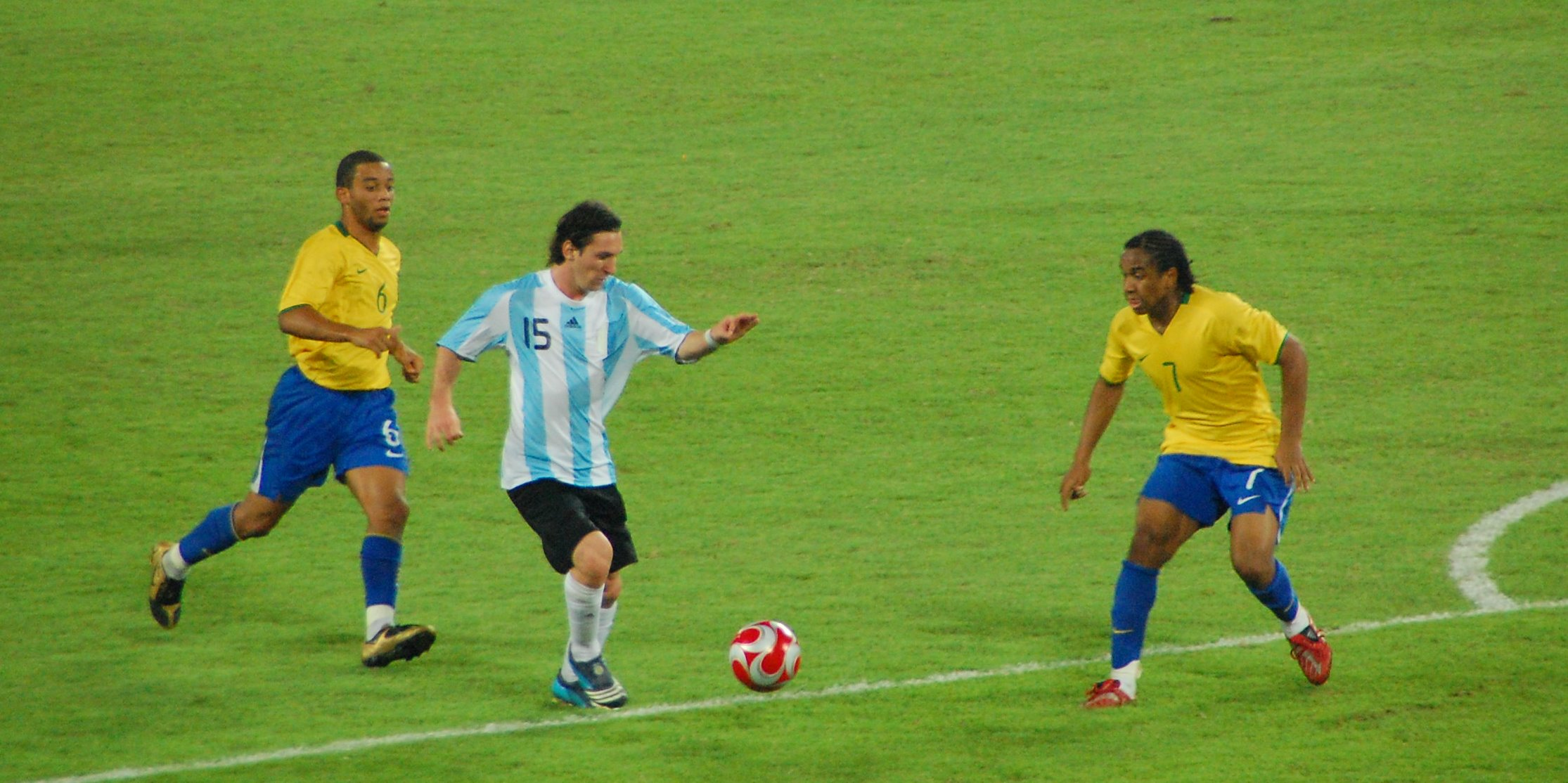
مسی در مرحله نیمه پایانی در دیدار مقابل برزیل، المپیک ۲۰۰۸

مسی از حضور در بازی‌های آرژانتین در المپیک تابستانی ۲۰۰۸ منع شده‌بود.
بارسلونا با مشورت با مربی تازه منصوب‌شده، جوزپ گواردیولا، اجازه داد که مسی بتواند تیم کشورش را در المپیک همراهی کند. او به تیم ملی المپیک کشورش ملحق شد و توانست گل اول بازی با ساحل عاج را در بازی‌ای که ۲–۱ به سود آرژانتین به پایان رسیده‌بود به ثمر برساند. او در بازی با هلند هم گل اول بازی را به ثمر رساند و پاس گل دوم را هم به آنخل دی ماریا داد. آن بازی نیز در نهایت در پایان وقت اضافه ۲–۱ به سود آرژانتین به پایان رسید. مسی باز هم در مرحله نیمه نهایی بهترین بازیکن میدان لقب گرفت. در دیداری که تیم کشورش با ۳ گل مقابل برزیل پیروز شد و توانست به دیدار فینال راه پیدا کند. مسی با دادن پاس گل به دی ماریا باعث شد که تیمش در دیدار فینال نیز ۱–۰ بازی را از نیجریه ببرد و تیم آرژانتین قهرمان آن مسابقات شود.

#### مرحله مقدماتی جام جهانی ۲۰۱۰
مسی در ۲۸ مارس ۲۰۰۹ و در بازی مقابل ونزوئلا در مرحله مقدماتی جام جهانی برای اولین بار پیراهن شماره ۱۰ را برای آرژانتین به تن کرد. او در آن بازی که اولین بازی آرژانتین در آن تورنمنت بود به‌طور کامل حضور داشت. این بازی اولین حضور دیگو مارادونا به عنوان سرمربی تیم ملی فوتبال آرژانتین بر روی نیمکت بود. مسی اولین گل آرژانتین را به ثمر رساند و در نهایت تیمش را با نتیجهٔ ۴–۰ پیروز میدان کرد. مسی در مجموع در ۱۸ حضورش در مرحله مقدماتی جام جهانی ۲۰۱۰ چهار گل به ثمر رساند.

#### جام جهانی ۲۰۱۰

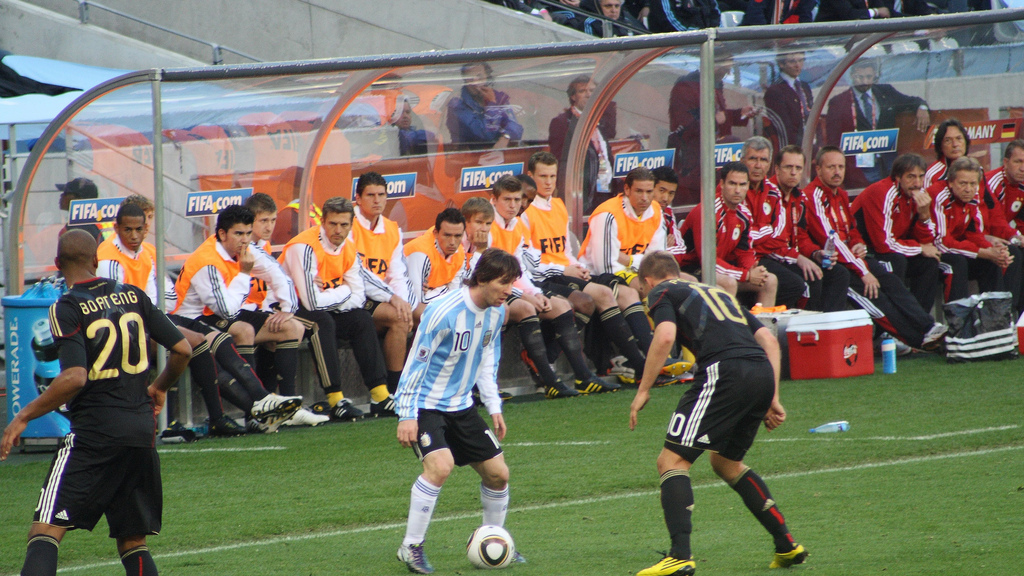
مسی و آرژانتین در مرحلهٔ یک چهارم نهاییِ جام جهانی ۲۰۱۰ با نتیجهٔ ۴–۰ مقابل آلمان شکست خوردند.

مسی در جام جهانی ۲۰۱۰، برای اولین بار در یک تورنمنت اصلی پیراهن شمارهٔ ۱۰ را برای آرژانتین به تن کرد. او در بازی اولِ تیمش در آن تورنمنت، مقابل نیجریه به‌طور کامل حضور داشت و موقعیت‌های متعددی برای گلزنی پیدا کرد؛ اما دروازه‌بان نیجریه، وینسنت انیما که در آن بازی بهترین بازیکن زمین شد، مکرراً شوت‌های او را دفع می‌کرد. مسی در برد ۴–۱ تیمش مقابل کره جنوبی حضور داشت و در نقشی فراتر از پستِ هافبک هجومی و بازی ساز، که مارادونا برای او در نظر گرفته بود بازی کرد و در همهٔ گل‌های تیمش نقش داشت و به گونزالو ایگواین کمک کرد تا در آن بازی هت تریک کند. مسی در بازی سوم مرحلهٔ گروهی به عنوان کاپیتان حضور داشت و آرژانتین بازی را ۲–۰ مقابل یونان به سود خود به پایان برد. وی در این بازی نیز راهگشای آرژانتین بود و در به ثمر رساندن گل‌ها نقش مهمی ایفا کرد و به عنوان بهترین بازیکن زمین انتخاب شد.
لئو در مرحلهٔ بعدِ رقابت‌ها در بازی مقابل مکزیک یک پاس گل به کارلوس توز داد و در گلِ اول بازی ای که آرژانتین در نهایت ۳–۱ به سود خود به پایان برد، نقش مهمی ایفا کرد. جام جهانی برای آرژانتین در مرحلهٔ یک چهارم نهایی با باخت ۴–۰ مقابل آلمان به پایان رسید.
مسی توسط گروه تحقیقاتی فنی فیفا، برای جایزهٔ توپ طلایی نامزد شد و در لیست ۱۰ نفره آن‌ها قرار گرفت. این گروه با این توصیف مسی را انتخاب کردند: «حرکت‌های شاخص او و خلاقیت برای تیمش، دریبلینگ، شوت کردن، پاس دادن-منحصر به فرد و کارا».

#### کوپا آمریکا ۲۰۱۱
مسی در ۱۷ نوامبر ۲۰۱۰ در آخرین دقیقهٔ بازیِ دوستانه مقابل برزیل گلزنی کرد و به تیمش کمک کرد تا آن بازی را که در شهر دوحه برگزار می‌شد، با نتیجهٔ ۱–۰ ببرد. این اولین بار بود که مسی در ردهٔ بزرگسالان مقابل برزیل گلزنی می‌کرد. او در ۹ فوریه ۲۰۱۱ یک گل دقیقه آخریِ دیگر از روی نقطهٔ پنالتی، در بازی دوستانه مقابل پرتغال به ثمر رساند و نتیجهٔ بازی که مساوی بود را به ۲–۱ تغییر داد. البته گل اول آن مسابقه که در ژنو برگزار می‌شد را نیز مسی به ثمر رسانده بود.
مسی در کوپا آمریکای ۲۰۱۱ در آرژانتین حضور داشت؛ ولی نتوانست هیچ گلی به ثمر برساند. البته او در آن مسابقات ۳ پاس گل داد و از این لحاظ بیشترین پاس گل را در بین بازیکنانِ آن تورنمنت داده بود. او در بازی‌های مرحلهٔ گروهی مقابل کاستاریکا(۳–۰) و بولیوی(۱–۱) بهترین بازیکن زمین شد. آرژانتین در مرحلهٔ یک چهارم نهایی مقابل اروگوئه در ضربات پنالتی شکست خورد(۱–۱ بعد از وقت اضافه). مسی اولین پنالتی را زد؛ همچنین اروگوئه در نهایت قهرمان آن تورنمنت شد. مسی در آن بازی در دقیقهٔ ۱۷ به ایگواین پاس گل داده بود.
مسی در مسابقات کوپا آمریکا ۲۰۱۱ کمتر از یک ستاره حاضر شد. او در نهایت در این مسابقات برای تیم ملی آرژانتین هیچ گلی به ثمر نرساند و فقط دو شوت در چارچوب داشت.

#### مرحله مقدماتی جام جهانی ۲۰۱۴

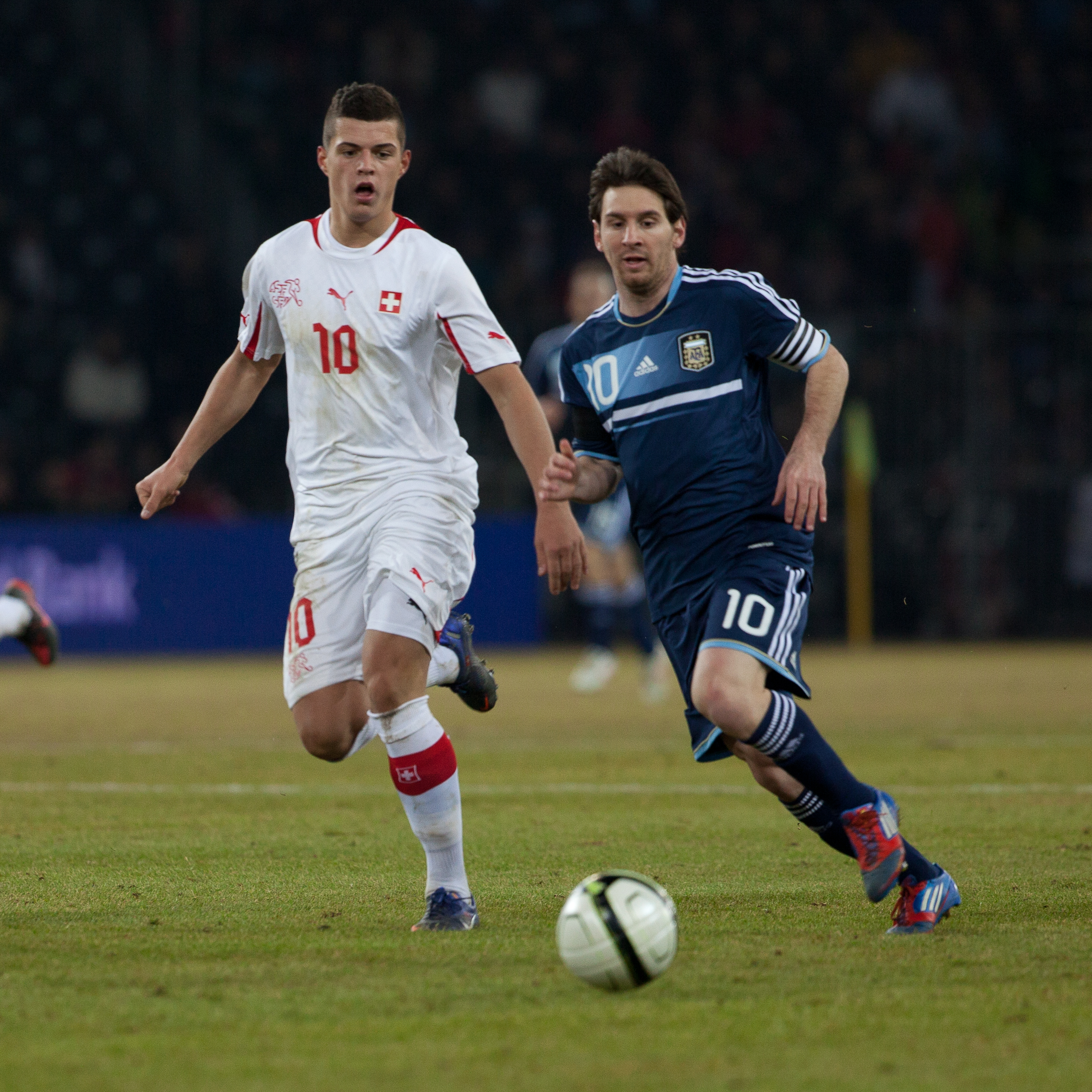
مسی (در راست) در ۲۹ فوریه ۲۰۱۲ در یک بازی دوستانهٔ بین‌المللی بین سوئیس و آرژانتین با گرانیت جاکا بر سر تصاحب توپ رقابت دارد.

بعد از عملکرد ضعیف آرژانتین در کوپا آمریکا، آلخاندرو سابه یا جای سرخیو باتیستا را به عنوان سرمربی جدید تیم ملی فوتبال آرژانتین گرفت. سابه یا در اوت ۲۰۱۱ اعلام کرد که مسی کاپیتان دائمی تیم ملی فوتبال آرژانتین است. اولین هت تریک مسی برای آرژانتین در ۲۹ فوریه ۲۰۱۲ در یک بازی دوستانه مقابل سوئیس انجام شد. آرژانتین در نهایت آن بازی را ۳–۱ به سود خود به پایان برد.
مسی در ۹ ژوئن ۲۰۱۲ سومین هت تریک بین‌المللی اش را در یک بازی دوستانه مقابل برزیل انجام داد. گل پیروزی آرژانتین یکی از آن سه گل بود و در نهایت مسی در بازی ای که ۴–۳ به سود آرژانتین به پایان رسید، بهترین بازیکن مسابقه شد. این گل‌ها، تعداد گل‌های بین‌المللی او را به ۲۶ گل در ۷۰ مسابقه رساندند. همچنین تعداد گل‌های او در سال ۲۰۱۲ به ۷ گل در ۳ مسابقه افزایش یافت. البته او رکورد تعداد گل‌های خود در آن سال (هم در ردهٔ باشگاهی و هم ملی) را با ۸۲ گل بهبود بخشید. این گل‌ها مسی را به عنوان چهارمین گلزن برتر تیم ملی فوتبال آرژانتین مطرح کردند.
لئو در ۷ سپتامبر بیست و هشتمین گل ملی اش را در مرحلهٔ مقدماتی جام جهانی ۲۰۱۴ و در بازی مقابل پاراگوئه به ثمر رساند و مقدمات برد ۳–۱ تیمش را فراهم ساخت و آرژانتین در جدول مرحله مقدماتی جام جهانی فوتبال ۲۰۱۴ (کونمبول) به صدر جدول صعود کرد. این چهارمین گل او در این مرحله از مسابقات در سال ۲۰۱۴ و در مجموع هشتمین گل او در مسابقات مقدماتی جام جهانی بود و او را سومین گلزن برتر آرژانتین در مسابقات مقدماتی جام جهانی در ادوار مختلف کرد. این گل همچنین دهمین گل او برای آرژانتین در شش بازی گذشته و نهمین گلش در پنج بازی گذشته در سال ۲۰۱۲ بود. مسی بعد از گلزنی مقابل اروگوئه و همچنین شیلی در اکتبر، سال ۲۰۱۲ را با ۱۲ گل در ۹ حضورش برای تیم ملی آرژانتین به پایان رساند.
مسی در ۲۲ مارس ۲۰۱۳، اولین گل ملی اش در سال ۲۰۱۳ را در مرحلهٔ مقدماتی جام جهانی مقابل ونزوئلا از روی نقطهٔ پنالتی به ثمر رساند. او در همان بازی ۳ پاسِ گل به گونزالو ایگواین داد تا آرژانتین در نهایت بازی را با نتیجهٔ ۳–۰ به سود خود به پایان ببرد. او در ۱۴ ژوئن ۲۰۱۳ در یک بازی دوستانه مقابل گواتمالا هت تریک کرد و در لیست بهترین گلزنانِ ردهٔ ملی در آرژانتین، رکورد دیگو مارادونا را با ۳۴ گل شکست و بعد از هرنان کرسپو (با ۳۵ گل) قرار گرفت. مسی در بازی مقابل پاراگوئه در مرحلهٔ مقدماتی جام جهانی با دو گلی که از روی نقطهٔ پنالتی به ثمر رساند رکورد کرسپو را شکست. او در آن بازی به سرخیو آگوئرو یک پاس گل هم داد و در نهایت آرژانتین ۵–۲ پیروز مسابقه شد و صعود آرژانتین به جام جهانی ۲۰۱۴ قطعی شد و دو بازی آخر آن‌ها تشریفاتی شد. مسی مسابقات مرحلهٔ مقدماتی جام جهانی ۲۰۱۴ را با ۱۰ گل به عنوان دومین گلزن برترِ منطقهٔ آمریکای جنوبی به پایان برد. لئو در ۷ ژوئن ۲۰۱۴ در بازی دوستانه قبل از جام جهانی مقابل اسلوونی به عنوان بازیکن ذخیره وارد زمین شد و اولین گلش در سال ۲۰۱۴ را وارد دروازهٔ حریف کرد.

#### جام جهانی ۲۰۱۴

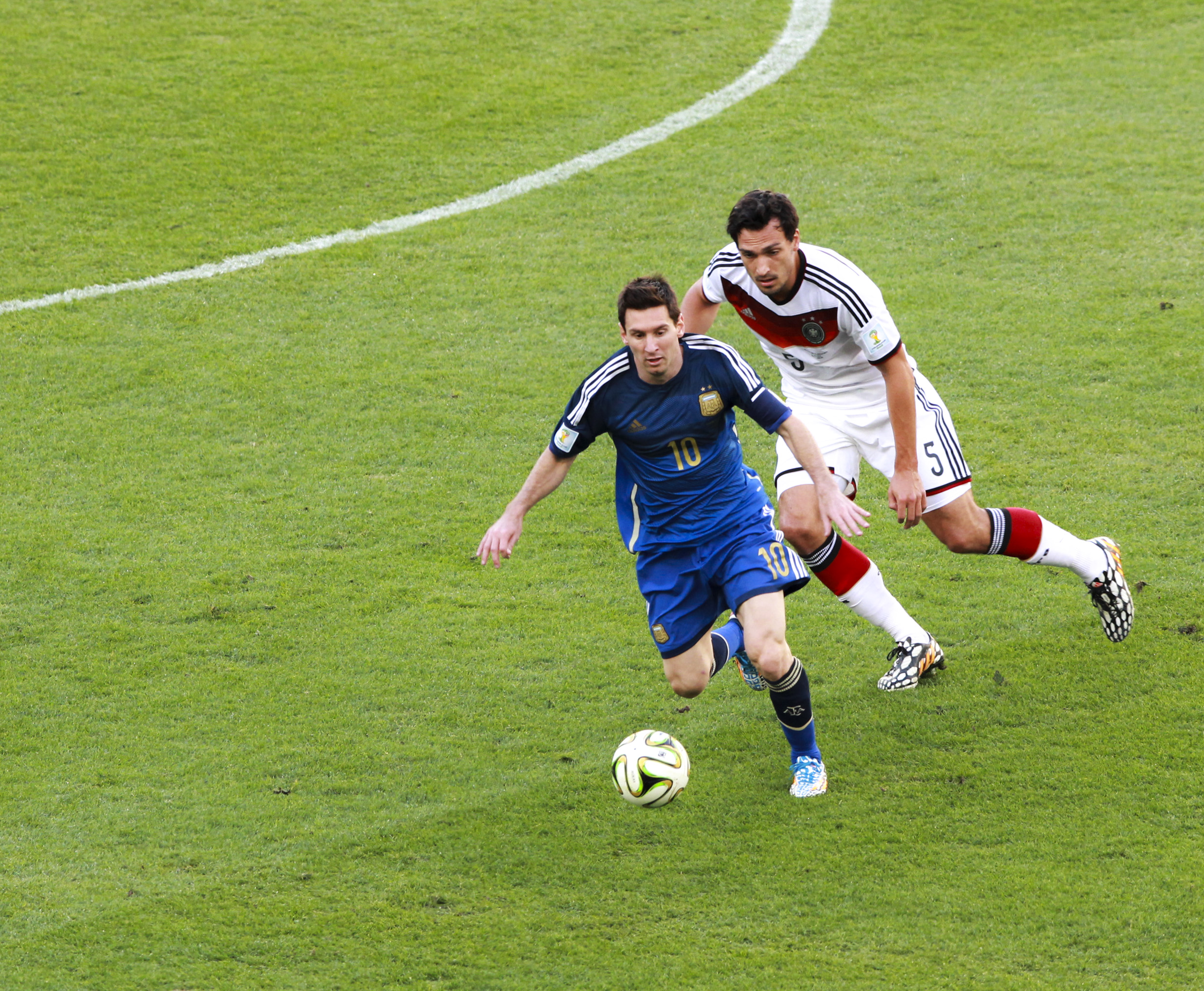
مسی که توپ را جلو می‌برد توسط ماتس هوملس دنبال می‌شود - مسابقهٔ فینال جام جهانی فوتبال ۲۰۱۴ (آلمان - آرژانتین)

مسی در ۱۵ ژوئن و در بازی اول تیمش در مرحلهٔ گروهیِ جام جهانی ۲۰۱۴ مقابل بوسنی و هرزگوین که با بردِ ۲–۱ به سود آرژانتین به پایان رسید، کاپیتان تیم بود. آرژانتین در دقیقهٔ سوم صاحب یک ضربهٔ ایستگاهی شد که پس از برخورد به مدافع بوسنی مارکوس روخو، به پای سئاد کولاشیناس برخورد کرد و وارد دروازهٔ بوسنی شد. مسی در دقیقهٔ ۶۵ با دریبل ۳ بازیکن و یک-دو کردن با ایگواین گل دوم آرژانتین را به ثمر رساند. این دومین گل مسی در رقابت‌های جام جهانی بود. لئو اولین گل خود در جام جهانی را در جام جهانی ۲۰۰۶ و در بازی ای که آرژانتین با ۶ گل صربستان را شکست داده بود به ثمر رساند. مسی در بازی دوم آرژانتین مقابل ایران در دقیقهٔ ۹۱ از فاصلهٔ ۲۵ یاردی به سمت دروازهٔ علیرضا حقیقی شوت زد و در نهایت توپ در گوشهٔ سمت چپ دروازهٔ ایران جای گرفت و آرژانتین در آن بازی به پیروزی رسید. گل مسی به ایران چهلمین گلِ بین‌المللی او بود و برد آرژانتین در آن بازی، صعود این تیم را به مرحله حذفی قطعی کرد. مسی در سومین بازی تیم در مرحلهٔ گروهی مقابل نیجریه دو بار گلزنی کرد و تعداد گل‌های خود در رقابت‌های جام جهانی ۲۰۱۴ را به عددِ ۴ رساند. گل دوم مسی و آرژانتین از روی یک ضربهٔ آزاد زده شد و در نهایت آرژانتین بازی را ۳–۲ برد و به عنوان تیم اولِ گروه صعود کرد. مسی در تمام سه بازیِ مرحلهٔ گروهیِ آرژانتین، به عنوان بهترین بازیکن زمین انتخاب شد.
لئو در مرحلهٔ یک‌هشتم نهایی در بازی مقابل سوئیس، در دقیقهٔ ۱۱۸ به آنخل دی ماریا یک پاس گل داد و در نهایت آرژانتین بازی را بعد از وقت‌های اضافی با نتیجهٔ ۱–۰ به سود خود به پایان برد. مسی بعد از دریافت پاسی که رودریگو پالاسیو به او داد دریبل زنی را شروع کرد و پس از گذر از فابیان شار به دی ماریا پاس داد و آرژانتین به گل پیروزی رسید. مسی بار دیگر به عنوان بهترین بازیکن زمین در آن مسابقه انتخاب شد. لئو در مرحلهٔ یک چهارم نهایی در بازی مقابل بلژیک حضور داشت و در نهایت تیم آرژانتین با گل ایگواین برای اولین بار بعد از سال ۱۹۹۰ به مرحلهٔ نیمه نهایی جام جهانی راه یافت. آرژانتین در مرحلهٔ نیمه نهایی در بازی مقابل هلند بعد از وقت‌های اضافه به تساوی ۰–۰ رسید و در نهایت توانست در ضربات پنالتی هلند را با نتیجهٔ ۴–۲ شکست دهد و برای اولین بار بعد از زمانی که مارادونا آن‌ها را به فینال رسانده بود به بازی پایانی رسید. اگرچه مسی نتوانست در آن بازی گلی به ثمر برساند، اما پنالتی اول آرژانتین را او به گل تبدیل کرد.

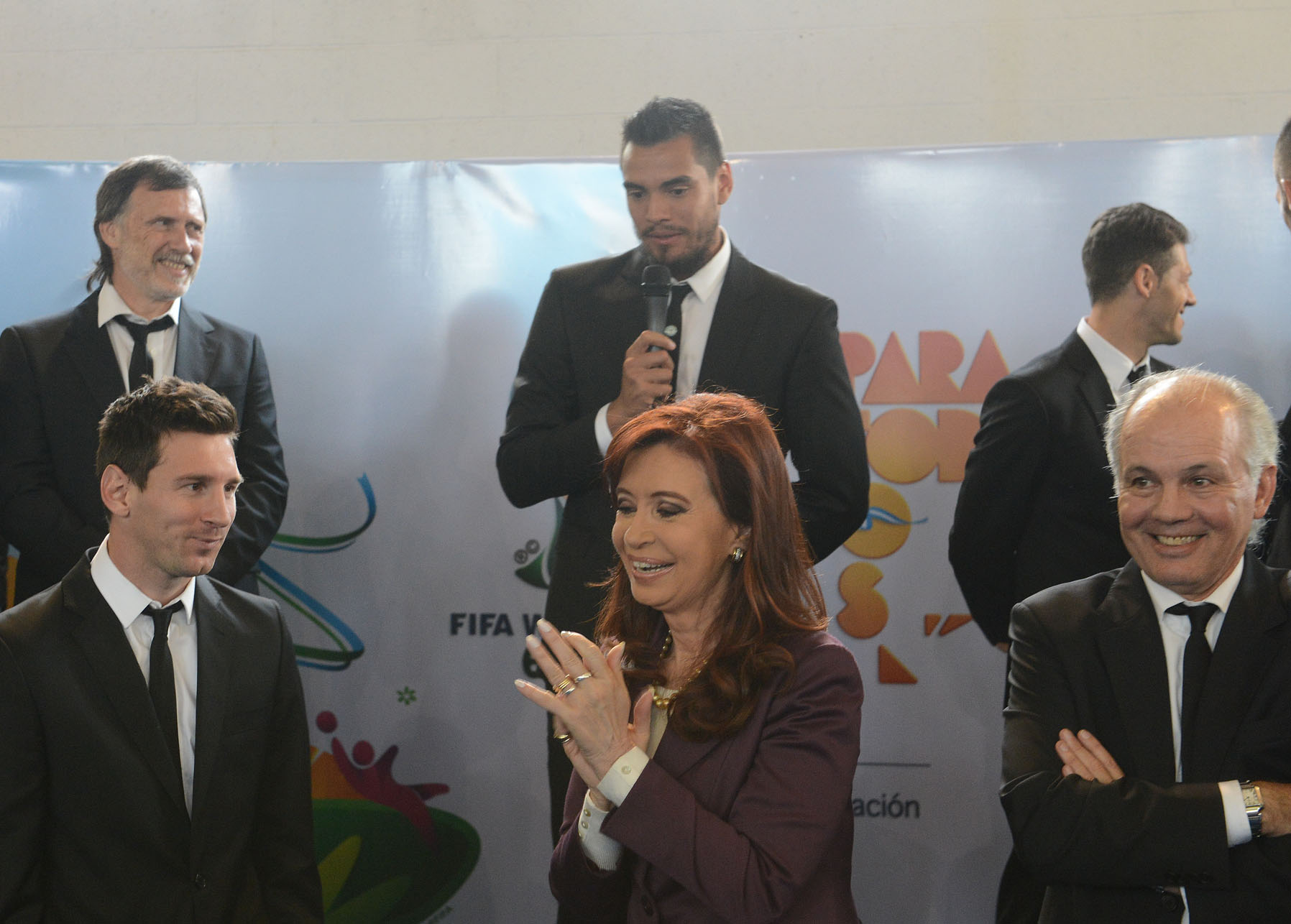
مسی (پایین سمت چپ) و اعضای تیم ملی آرژانتین به همراه رئیس‌جمهور آرژانتین کریستینا کیرشنر، پس از جام جهانی ۲۰۱۴ در ۱۴ ژوئیه

مسی در ۱۱ ژوئیه در لیست ۱۰ نفره برای جایزهٔ کفش طلایی فیفا و کسب عنوان بهترین بازیکن تورنمنت قرار گرفت. آرژانتین در ۱۳ ژوئیه، با گلی که بازیکنِ تعویضیِ آلمان ماریو گوتسه در دقیقهٔ ۱۱۳ وارد دروازهٔ آن‌ها کرد، همانند فینالِ سال ۱۹۹۰ بازی را بعد از وقت‌های اضافه با نتیجهٔ ۱–۰ به آلمان باخت. مسی در دقیقهٔ ۲۹ حرکتی را آغاز کرده بود که توسط ایگواین به گل تبدیل شد؛ اما توسط داور به دلیل قرارگیری ایگواین در موقعیت آفساید، به درستی مردود اعلام شد. لئو در آن مسابقه فرصت‌های بسیاری را برای گلزنی به خصوص در دقیقهٔ ۴۷ از دست داد.
مسی تورنمنت را با چهار گل و یک پاس گل به عنوان سومین گلزن برترِ جام به پایان رساند. نیمار که تعداد گل‌های زده اش با مسی برابر بود، به علت تعداد بازی‌های کمتری که نسبت به مسی انجام داده بود، کفش برنزی را تصاحب کرد. مسی در آن تورنمنت چهار بار بهترین بازیکن زمین شد که از این حیث بالاتر از تمام بازیکنان آن تورنمنت قرار گرفت. لئو بعد از بازی فینال جلوتر از توماس مولر و آرین روبن به عنوان بهترین بازیکن تورنمنت، توپ طلا را برنده شد. اگرچه مسی در مرحلهٔ حذفی هیچ گلی را به ثمر نرسانده بود اما موقعیت‌های زیادی را خلق کرده بود، موفق‌ترین حرکات با توپ و دریبل‌ها را داشت، بیشترین پاس صحیح در محوطهٔ جریمه را داده بود و رکورد بیشترین پاس در عمق را بیش از هر بازیکن دیگری در آن تورنمنت دارا شد. البته تصمیمِ اهدای توپ طلا به مسی از آن جا که او در دور حذفی هیچ گلی به ثمر نرسانده بود و فقط یک پاس گل داده بود در رسانه‌ها مورد بحث و نقد قرار گرفت. سپ بلاتر رئیس فیفا بعد از اهدای توپ طلا به مسی اظهار داشت که او وقتی دید مسی توپ طلا را دریافت می‌کند شگفت زده شده است. همچنین دیگو مارادونا اسطورهٔ آرژانتینی بعد از برنده شدن توپ طلا توسط مسی در یک برنامهٔ تلویزیونی اعلام کرد که توپ طلا حق مسی نبوده است و او توپ طلا را به دلیل طرح تبلیغاتی برنده شد و بازاری‌ها شخص اشتباهی را انتخاب کردند. لئو پس از مسابقهٔ فینال در مورد موفقیتش در برنده شدن توپ طلا اظهار نظر کرد و گفت: «من به توپ طلا اهمیتی نمی‌دهم. من فقط به خاطر شانس‌های از دست رفته عصبانی هستم. ما بهترین شانس را داشتیم. ما می‌دانستیم که نمی‌توانیم به بازی تسلط کامل داشته باشیم اما می‌دانستیم که چه کاری می‌خواهیم انجام دهیم. من در حال حاضر به جایزه‌ام اهمیتی نمی‌دهم. من فقط می‌خواستم جام را بالای سرم ببرم و آن را به آرژانتین ببرم. درد و رنجی که من دارم خیلی زیاد است.»

#### کوپا آمریکاهای ۲۰۱۵ و قرن
حضور دیگر او در فینال مسابقات بین‌المللی در کوپا آمریکا ۲۰۱۵، که در شیلی برگزار می‌شد، رقم خورد. رقابتی که آرژانتین توانست تحت هدایت تاتا مارتینو، سرمربی سابق بارسلونا، به فینال رقابت‌ها راه پیدا کند. در بازی افتتاحیه مقابل پاراگوئه آن‌ها در نیمه اول با دو گل پیش افتادند اما برتریشان تا پایان نیمهٔ دوم پابرجا نماند و بازی با تساوی ۲–۲ به پایان رسید. مسی توانست در این بازی یک گل از روی نقطهٔ پنالتی بزند و این تنها گل او در این مسابقات بود. بعد از پیروزی ۱ بر صفر مقابل اروگوئه، مدافع عنوان قهرمانی، مسی توانست صدمین بازی ملی‌اش را در جریان برد ۱–۰ برابر جامائیکا انجام دهد. وی توانست پنجمین آرژانتینی‌ای شود که به این مهم دست پیدا می‌کند.

##### اعلام بازنشستگی و بازگشت
وی در ۲۶ ژوئن ۲۰۱۶ بعد از گل نکردن پنالتی خود در فینال کوپا آمریکای قرن مقابل شیلی بخاطر چهار سال ناکامی گفت که از این تیم جدا خواهم شد.

#### جام جهانی ۲۰۱۸
پیش از افتتاحیه جام جهانی ۲۰۱۸، گمانه زنی‌ها در مورد اینکه این آخرین جام جهانی مسی خواهد بود، وجود داشت. تیم ملی آرژانتین در گروه D با تیم‌های کرواسی، ایسلند و نیجریه همگروه شد. یاران مسی در اولین بازی مقابل تیم ایسلند قرار گرفتند، اما این بازی چندان برای مسی خوشایند نبود چون ضربه پنالتی او را دروازه‌بان ایسلند مهار کرد تا بازی با نتیجه ۱–۱ به پایان برسد. تک گل آرژانتین را در این بازی را سرخیو آگوئرو به ثمر رساند. تیم آرژانتین در دومین بازی مقابل کرواسی قرار گرفت و در پایان با نتیجه ۳ بر صفر از تیم کرواسی شکست خورد تا بازی سوم تعیین‌کننده صعود این تیم به مرحله یک‌هشتم نهایی شود. لیونل مسی فقط ۴۹ لمس توپ و فقط دو ضربه در محوطه جریمه کرواسی داشت. مسی و هم تیمی‌هایش در آخرین بازی مرحله گروهی به مصاف نیجریه رفتند. آرژانتین در صورت برد نیجریه و شکست ایسلند از کرواسی می‌توانست به مرحله بعد صعود کند. در دقیقه ۱۴ آرژانتین با گل مسی پیش افتاد. این گل روحیه بازیکنان و هواداران آرژانتین را بالا برد. در دقیقه ۳۴ بازی، ضربه ایستگاهی مسی به تیر دروازه برخورد کرد تا نتواند دبل کند. در دقیقه ۴۸ خطای خاویر ماسچرانو بر روی بازیکن نیجریه باعث شد تا این تیم صاحب ضربه پنالتی شود. موزس این پنالتی را گل کرد تا بار دیگر آرژانتینی‌ها ناامید شوند. اما این پایان کار نبود و در دقیقه ۸۶ مارکوس روخو بود که دوباره آرژانتین را پیش انداخت. بازی به پایان رسید و آرژانتین توانست ۱–۲ نیجریه را شکست دهد و با توجه به باخت ایسلند، به عنوان تیم دوم گروه D به مرحله یک‌هشتم نهایی صعود کند. لیونل مسی با زدن گل در این بازی به سومین آرژانتینی، پس از دیگو مارادونا و گابریل باتیستوتا تبدیل شد که در سه جام جهانی مختلف گلزنی می‌کند. قرعه کشی مرحله یک‌هشتم نهایی انجام شد و آرژانتین به قرعه سختی خورد. فرانسه حریف این تیم در یک‌هشتم نهایی شد. در ۹ تیر ماه ۱۳۹۷ در ورزشگاه کازان آرنا، دو تیم به مصاف هم رفتند. در دقیقه ۱۲، اشتباه مدافعان آرژانتین باعث شد تا فرانسه صاحب یک ضربه پنالتی شود. گریزمن این ضربه پنالتی را گل کرد تا فرانسه پیش بیفتد در اواخر نیمه اول آنخل دی ماریا با شوت از راه دور، گل تساوی را به ثمر رساند. نیمه اول با تساوی یک بر یک به پایان رسید. در اوایل نیمه دوم و در دقیقه ۴۸ این مرکادو بود که گل دوم آرژانتین را به ثمر رساند تا آرژانتین به بازی برگردد. اما طولی نکشید که فرانسه با گل زیبای پاوار بازی را به تساوی کشاند. در دقایق ۶۴ و ۶۸ کیلین ام باپه دو گل زد تا فرانسه ۴–۲ پیش بیفتد در وقت‌های اضافه نیمه دوم سرخیو آگوئرو با ضربه سر، گل زد تا اختلاف به یک گل برسد؛ و سرانجام بازی با نتیجه ۳–۴ به پایان رسید و آرژانتین حذف شد. لئو مسی در این بازی ۲ پاس گل داد و پس از دیگو مارادونا به دومین بازیکن آرژانتینی تبدیل شد که در چهار جام جهانی گذشته، پاس گل می‌دهد. مسی با یک گل و دو پاس گل به کارش در این جام جهانی پایان داد.

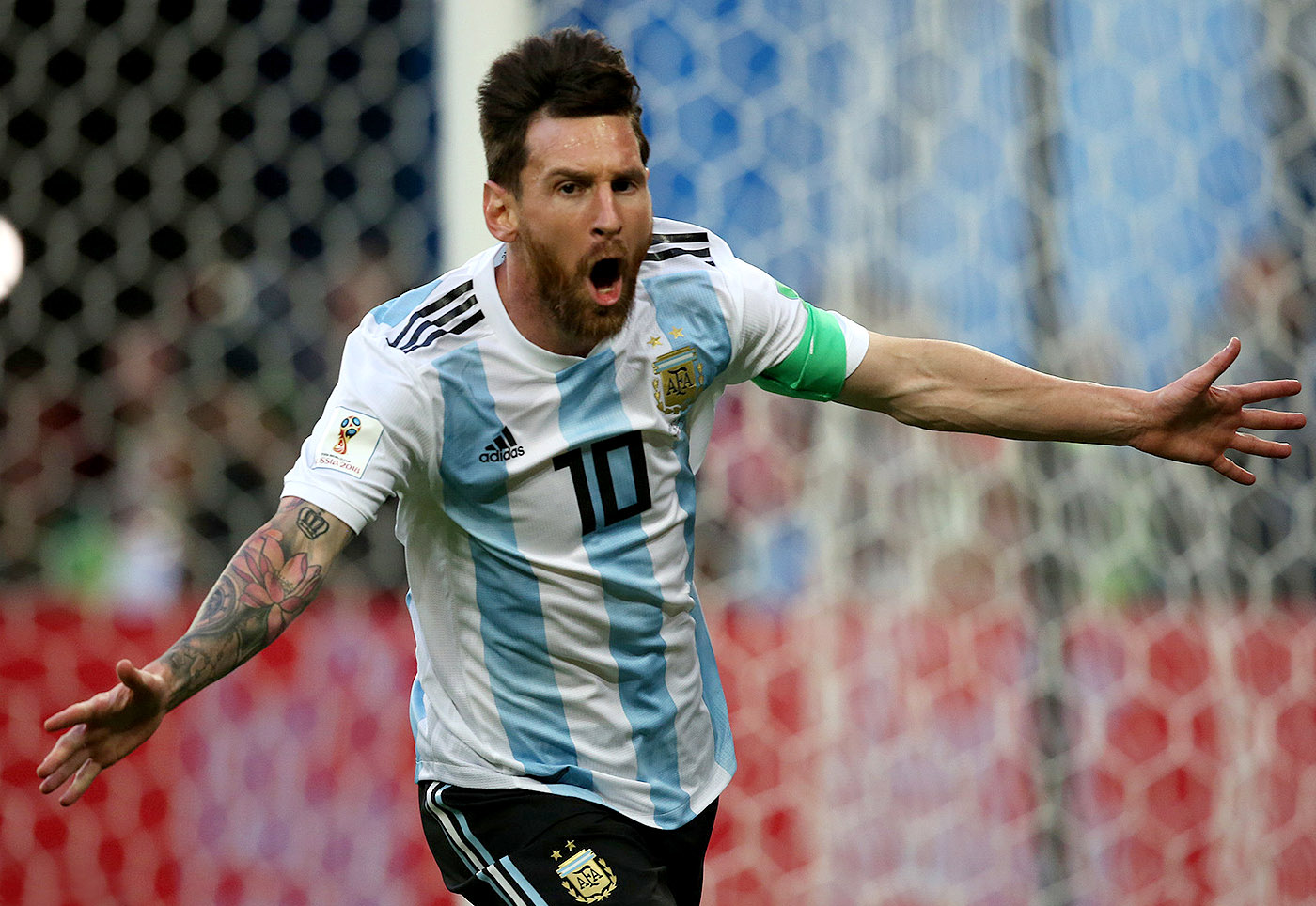
شادی مسی پس از گلزنی مقابل نیجریه

### آغاز قهرمانی‌ها با تیم ملی

#### کوپا آمریکا ۲۰۲۱
جام ملت‌های آمریکای جنوبی ۲۰۲۱ بهترین سال مسی در رده ملی بود؛ زیرا او با کسب قهرمانی در این تورنمنت، سرانجام به اولین جام حرفه‌ای خود با آرژانتین دست یافت و همچنین بهترین بازیکن، بهترین گلزن و بهترین پاسور این مسابقات شد.
آرژانتین در مرحله گروهی، با ۳ برد و ۱ مساوی (مجموعاً با ۱۰ امتیاز) به عنوان صدرنشین گروه صعود کرد. مسی در مرحله گروهی، ۱ گل (ضربه آزاد) مقابل شیلی، ۱ پاس گل مقابل اروگوئه و ۲ گل و ۱ پاس گل مقابل بولیوی به ثمر رساند. تنها بازی‌ای که او در مرحله گروهی در آن گل یا پاس گل نداشت، بازی مقابل پاراگوئه بود که با برد ۰–۱ آرژانتین همراه بود.
آرژانتین در مرحله یک چهارم نهایی مقابل اکوادور قرار گرفت که با نتیجه ۰–۳ به پیروزی رسید. لیونل مسی روی هر ۳ گل آرژانتین تأثیر مستقیم داشت؛ ۲ گل (یکی از طریق ضربه آزاد) و ۱ پاس گل. این ۱۴۸ اُمین بازی مسی با پیراهن آلبی سلسته بود، یعنی او با عبور از رکورد خاویر ماسچرانو (۱۴۷ بازی) به تنهایی رکورد دار بیشترین بازی در تاریخ تیم ملی آرژانتین شد.
آرژانتین در نیمه‌نهایی به مصاف کلمبیا رفت. بازی در طول ۹۰ دقیقه با نتیجه ۱–۱ به اتمام رسید؛ گل آرژانتین را لائوتارو مارتیز و پاس گلش را مسی به ثبت رساند. بازی در وقت‌های اضافه گلی نداشت؛ پس با نتیجه مساوی به اتمام رسید و به ضربات پنالتی کشیده شد. اولین ضربه پنالتی آرژانتین را مسی تبدیل به گل کرد. در ادامه، امیلیانو مارتیز، دروازه‌بان آرژانتین، با ۳ سیو پنالتی مؤثرترین نقش را در راهیابی تیمش به فینال داشت. آرژانتین در ضربات پنالتی با نتیجه ۲–۳ پیروز شد.
در ۱۰ ژوئیه ۲۰۲۱، بازی فینال مقابل برزیل در ورزشگاه ماراکانای برزیل با حضور ۷۸۰۰ تماشاگر برگزار شد. به‌خاطر شیوع ویروس کرونا، این تنها بازی تورنمنت بود که با حضور هواداران در ورزشگاه همراه بود و فقط اجازه پر شدن ۱۰ درصد از ظرفیت ورزشگاه داده شد. آرژانتین در دقیقه ۲۲ توسط آنخل دی‌ماریا به گل رسید. این تنها گل بازی بود؛ در نتیجه آلبی سلسته فینال را با نتیجه ۱–۰ پیروز شد. بلافاصله پس از سوت پایان بازی، لیونل مسی به روی زانو نشست و اشک شادی ریخت. هم‌تیمی‌های لئو سریعاً به سمت او رفتند و شادی‌شان را با وی به اشتراک گذاشتند. چند میلیون آرژانتینی نیز این قهرمانی را در کوچه‌ها و خیابان‌های شهرهای مختلف آرژانتین جشن گرفتند. این اولین قهرمانی آلبی سلسته از سال ۱۹۹۳ تا آن لحظه بود؛ یعنی طلسم ۲۸ ساله بالاخره شکسته شد.
آرژانتین در طول این مسابقات ۱۲ گل به ثمر رساند که مسی روی ۹ گل از آنها تأثیر مستقیم داشت. او موفقیت خود را با دریافت جوایز بهترین گلزن (با ۴ گل) و بهترین بازیکن تورنمنت تکمیل کرد. او همچنین بیشترین پاس گل (۵) را به ثبت رساند و بیشترین عنوان بهترین بازیکن زمین (۵) را ازآن خود کرد.
مسی پس از اتمام مسابقات در مصاحبه‌ای گفت: «از دوره قبلی کوپا آمریکا واضح بود که این تیم، قدرتمند و باانگیزه است. من چند بار در فینال شکست خوردم اما می‌دانستم که در نهایت چنین روزی خواهد آمد که قهرمانی را با آرژانتین تجربه کنم. احساس می‌کنم خدا این لحظه را برایم کنار گذاشته بود؛ آن هم در بازی مقابل برزیل و در خانهٔ آنها.»

#### فینالیسیما ۲۰۲۲
این مسابقه، سومین دوره رقابت‌های جام قهرمانان کونمبول–یوفا بود که در آن یک مسابقه فوتبال بین قهرمانان جام ملت‌های آمریکای جنوبی و جام ملت‌های اروپا برگزار می‌شود. در این مسابقه تیم ملی ایتالیا، برنده یورو ۲۰۲۰ (برگزار شده در سال ۲۰۲۱) و تیم ملی آرژانتین، برنده کوپا آمریکا ۲۰۲۱ حضور داشت. این مسابقه در تاریخ ۱ ژوئن ۲۰۲۲ در ورزشگاه ومبلی انگلیس برگزار شد. پیروز این بازی تیم ملی آرژانتین با ۳ گل بود. لئو مسی در این بازی دو پاس گل به ثمر رساند و جایزهٔ بهترین بازیکن بازی را دریافت کرد. او با کسب این قهرمانی توانست دومین جام ملی حرفه‌ای خود را بالای سر ببرد.

#### جام جهانی فوتبال ۲۰۲۲
در جام جهانی فوتبال ۲۰۲۲ قطر، مسی در بازی افتتاحیه آرژانتین، یک پنالتی را در مقابل عربستان به ثمر رساند، و آن بازی منجر به شکست ۲–۱ مقابل عربستان شد. مسی در بازی بعدی خود مقابل مکزیک که منجر به شکست ۲–۰ مکزیک شد، یک گل از فاصله کمتر از ۲۰ یاردی به ثمر رساند و یک پاس گل به انزو فرناندز داد. در ۱۶ بازی اخیر مقابل استرالیا، مسی در پیروزی ۲–۱ آرژانتین، در هزارمین بازی حرفه‌ای خود، گل اول را در مقابل استرالیا به ثمر رساند. در مرحله یک چهارم نهایی مقابل هلند، مسی با پاس رو به بیرون به گل اول آرژانتین توسط ناهوئل مولینا کمک کرد و سپس یک پنالتی را به ثمر رساند که بازی با نتیجه ۲–۲ به وقت‌های اضافه کشیده شد. آرژانتین ۴–۳ در ضربات پنالتی پیروز شد و مسی اولین پنالتی را به ثمر رساند. در نیمه نهایی مقابل کرواسی، مسی رکورد برابر بیست و پنجمین بازی فینال جام جهانی را به ثبت رساند و با لوتار ماتئوس آلمانی در یک رده قرار گرفت. مسی گل اول را با یک پنالتی به ثمر رساند و یک پاس گل به جولیان آلوارز داد که منجر به پیروزی ۳–۰ مقابل کرواسی شد. مسی با یازدهمین گل خود در جام جهانی، از باتیستوتا پیشی گرفت و بهترین گلزن تاریخ آرژانتین در جام جهانی شد. آرژانتین به فینال مقابل فرانسه صعود کرد و مسی اظهار داشت که این آخرین حضور او در جام جهانی خواهد بود.
لیونل مسی در جام جهانی ۲۰۲۲ در قطر توانست با تیم ملی آرژانتین قهرمان این دوره جام جهانی شود. او آمار ۷ گل و ۳ پاس گل را به ثبت رساند و به عنوان بهترین بازیکن جام انتخاب شد.

#### کوپا آمریکا ۲۰۲۴
مسی و آرژانتین توانستند در این رقابت در مرحله گروهی همراه با شیلی و پرو و کانادا، با ۹ امتیاز صعود کنند. آنها در مرحله یک چهارم نهایی رقابت‌ها به اکوادور برخورد کردند و در دقیقه ۳۵ بازی لیساندرو مارتینز مدافع منچستر یونایتد با یک ضربه سر گل اول آرژانتین را به ثمر رساند که همین‌طور در این بازی بهترین بازیکن زمین نیز شد و اما در دقیقه ۶۲ اکوادور صاحب پنالتی شد که اینِر والنسیا مهاجم نوک تیم آنرا خراب کرد و در دقیقه ۸۰ بازی نیز تعویض شد و همین‌طور در دقیقه ۹۱ بازی کوین رودریگز جوان با زدن یک ضربه سر زیبا گل نجات بخش اکوادور را به ثمر می‌رساند. بازی سر انجام به ضربات پنالتی ختم می‌شود و در کمال تعجب مسی که زننده پنالتی اول تیم بود، پنالتی خود را با زدن شوتی چیپ به سمت تیرک خراب می‌کند ولی در نهایت آرژانتین بازی را در ضربات پنالتی با نتیجه ۴–۲ برنده می‌شود. در نیمه نهایی رقابت آرژانتین در مقابل کانادا توانست با تک گل خولیان آلوارز و لیونل مسی همراه با عملکرد چشم گیر امیلیانو مارتینز کانادا را با نتیجه ۲–۰ مغلوب کند. در فینال رقابت کوپا آمریکا، آرژانتین در مقابل کلمبیایی قرار گرفت که کاپیتان آنها خامس رودریگز بود که آقای پاس گل رقابت بوده است و اما در دقیقه ۶۶ بازی مسی مصدوم می‌شود و در دقیقه ۷۲ نیز گونزالو مونتیل مدافع تیم نیز مصدوم می‌شود. اما در نهایت با عملکرد فوق‌العاده امیلیانو مارتینز و گل حساس لائوتارو مارتینز در دقیقه ۱۱۲ وقت‌های اضافه، آرژانتین برنده بازی و قهرمان جام کوپا آمریکا می‌شود و لیونل مسی برنده دومین جام کوپا آمریکا و چهارمین جام ملی خود نیز می‌شود و در ترکیب منتخب رقابت نیز به عنوان وینگر راست قرار می‌گیرد.